# Окуляри сонцезахисні

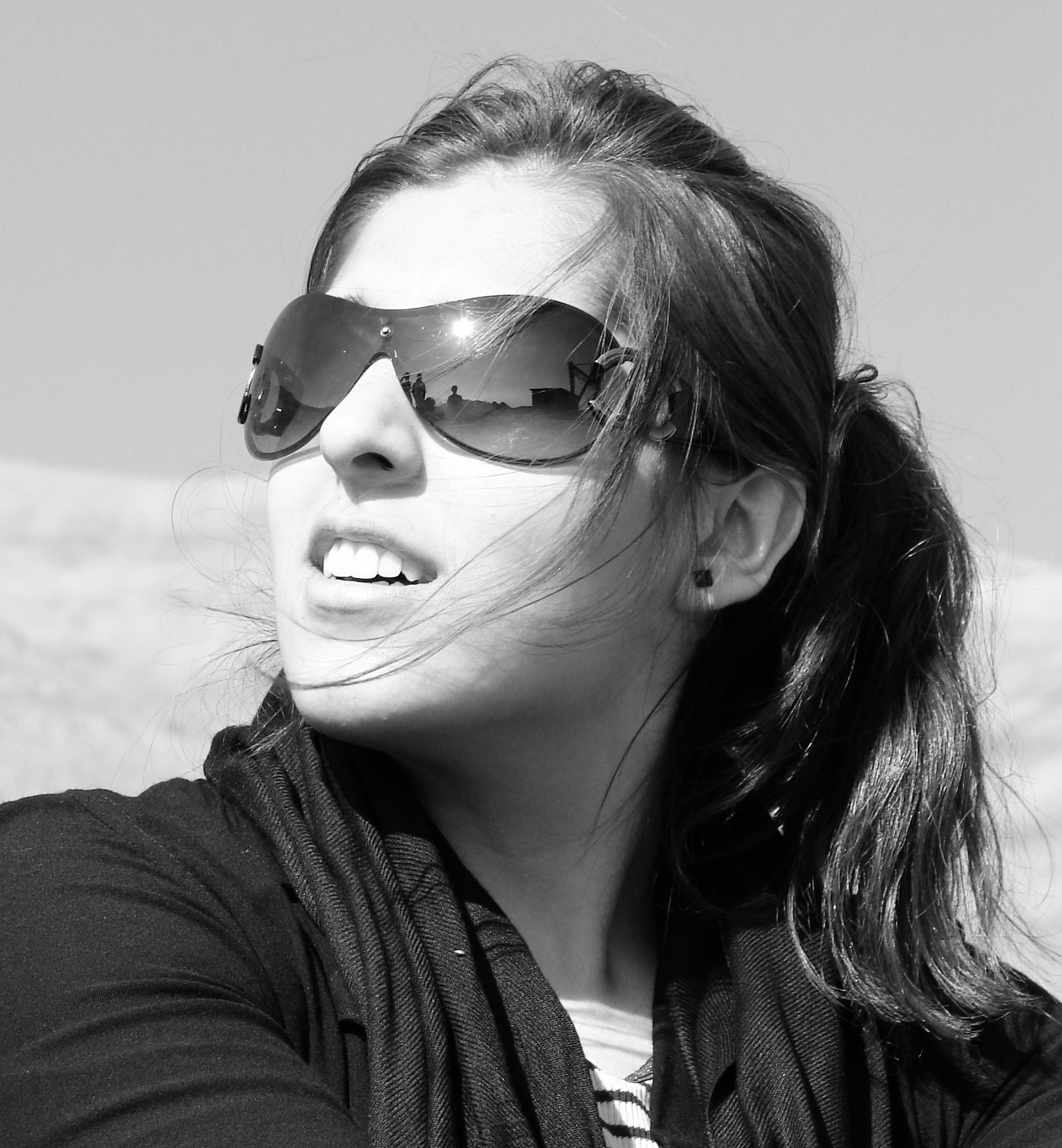
Великі лінзи сонцезахисних окулярів забезпечують захист від яскравого світла, а широкі дужки захищають від розсіяного світла

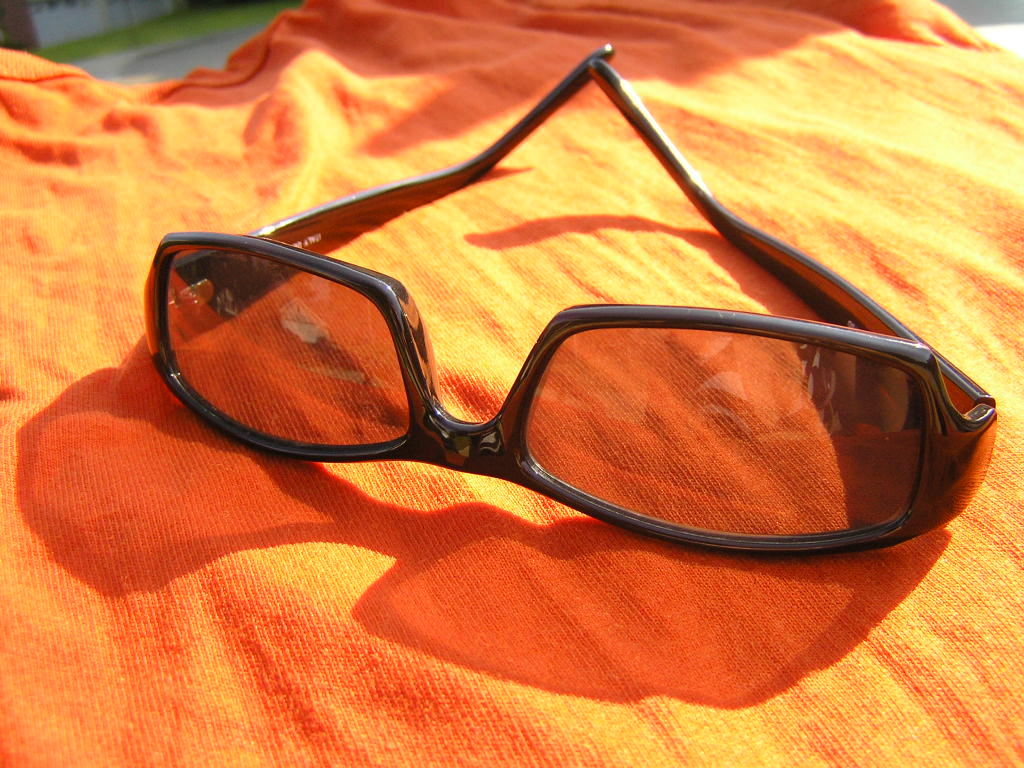
Сонцезахисні окуляри, популярні на пляжах

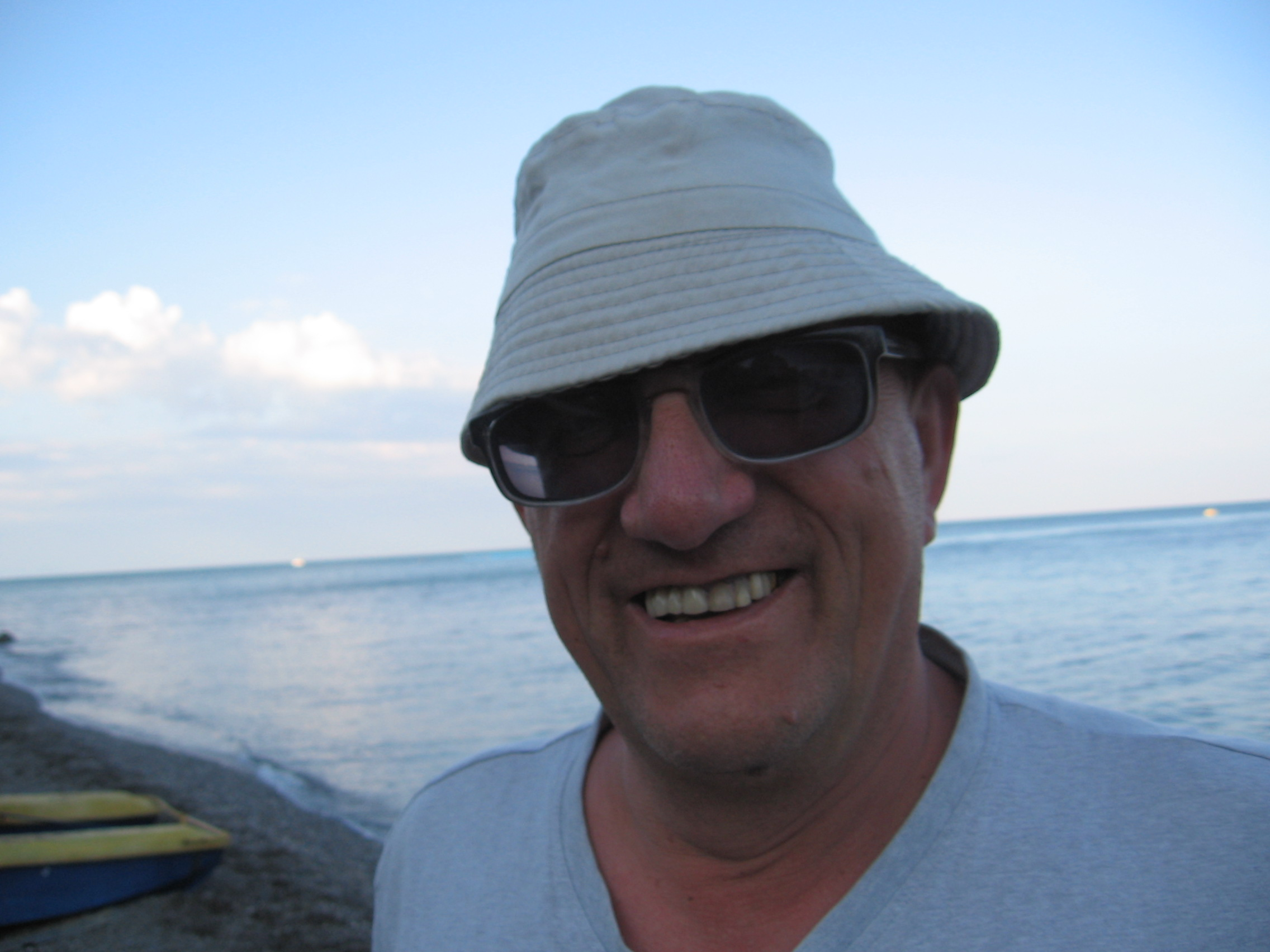
Сонцезахисні окуляри з діоптріями

Сонцезахисні́ окуля́ри, сонячні окуляри або протисонцеві окуляри — окуляри для захисту очей від сонячного світла й ультрафіолетового випромінювання. Вони також можуть покращувати зір — якщо лінзи із діоптріями пофарбовані, поляризовані або затемнені.
Більшість людей відчувають дискомфорт від прямого сонячного світла, бо на вулиці людське око отримує набагато більше світла, ніж у приміщенні.
Спеціалісти рекомендують у будь-яку погоду захищати очі від ультрафіолету, який може спричиняти різноманітні захворювання очей — від кон'юнктивіту до катаракти і глаукоми.
Сонцезахисні окуляри давно вже стали модним аксесуаром завдяки знаменитостям. Вони також часто використовуються на пляжі.

## Історія сонцезахисних окулярів

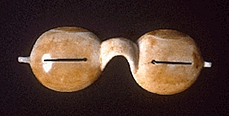
Металічні захисні окуляри ненців не фільтрують, а зменшують світловий потік

### Передісторія
Перші сонцезахисні окуляри, які захищали від снігової сліпоти, використовувалися мешканцями Далекої Півночі й являли собою шматки деревної кори й інші матеріали (у тому числі кістки) із прорізаними в них вузькими щілинами для очей.
Також відомі пізніші зразки з кістки мамонта й інших тварин.
У своєму романі «Сон на початку туману» Юрій Ритхеу пише: «Сонце уставало рано. Довгі тіні від торосів і берегових скель швидко вкорочувалися. Щоб не захворіти на снігову сліпоту, мисливці користувалися спеціальними окулярами — тонкими шкіряними смужками з вузькими прорізами для очей. Такі окуляри сильно обмежували кругозір, зате можна було не боятися підступних сонячних променів».
А Володимир Обручев у своєму знаменитому романі «Земля Саннікова» пише: «Із самого ранку весняне яскраве сонце сліпуче заблищало по снігах неозорої рівнини Льодовитого моря, що розістелювалася на захід, північ і схід від північного мису Котельного острова. Усім довелося надіти снігові окуляри, щоб не отримати болючої хвороби очей, якій на Далекій Півночі багато хто піддається навесні. Сонце стоїть іще низько, численні сніжинки рівнин, особливо після випадання свіжого снігу, відбивають його промені мільйонами крихітних дзеркал своїх крижаних пластинок, і виходить такий яскравий блиск, що очі запалюються. Людина сліпне на декілька днів і відчуває колючі болі, що не дають спокою. Навіть найтемніші окуляри недостатні, якщо не прикрашені з обох сторін ажурною сіткою з перламутру, дрібних перлин або бісеру, що закриває проміжок між обличчям і склом. Тубільці носять саморобні окуляри, що являють собою просту дощечку з вузьким прорізом, що пропускає мінімум світла, але й вони не завжди допомагають».
Відомо, що римський імператор Нерон спостерігав гладіаторські бої крізь смарагдові дзеркала.
У Давньому Китаї в XII столітті пластини димчатого кварцу використовувалися суддями не стільки для захисту від яскравого світла, скільки для того, щоби свідки не бачили вираз їх очей під час допиту.
Джеймс Ескот експериментував із кольоровими скельцями у середині 18 століття. Але ці окуляри не були сонцезахисними: Ескот уважав, що скло бірюзових відтінків (синє та зелене) просто покращує зір.
У 19 — на початку 20 століття люди із хворобливою чутливістю до світла часто носили окуляри бурштинових відтінків (жовті та коричневі).

### Сучасність
На початку 20 століття кіноактори часто носили темні окуляри, але не тільки для того, щоб їх не впізнавали. Насамперед, їх очі постійно червоніли від потужних дугових ламп на знімальному майданчику, оскільки ці лампи випромінюють ультрафіолет.
Масове виробництво дешевих сонцезахисних окулярів почалося в Америці у 1929. Сем Фостер Грант продавав їх на пляжах в Атлантик-Сіті, штат Нью-Джерсі.
Поляризовані окуляри з'явились у 1936, коли Едвін Ленд винайшов лінзи з поляроїдним фільтром.

## Функції сонцезахисних окулярів

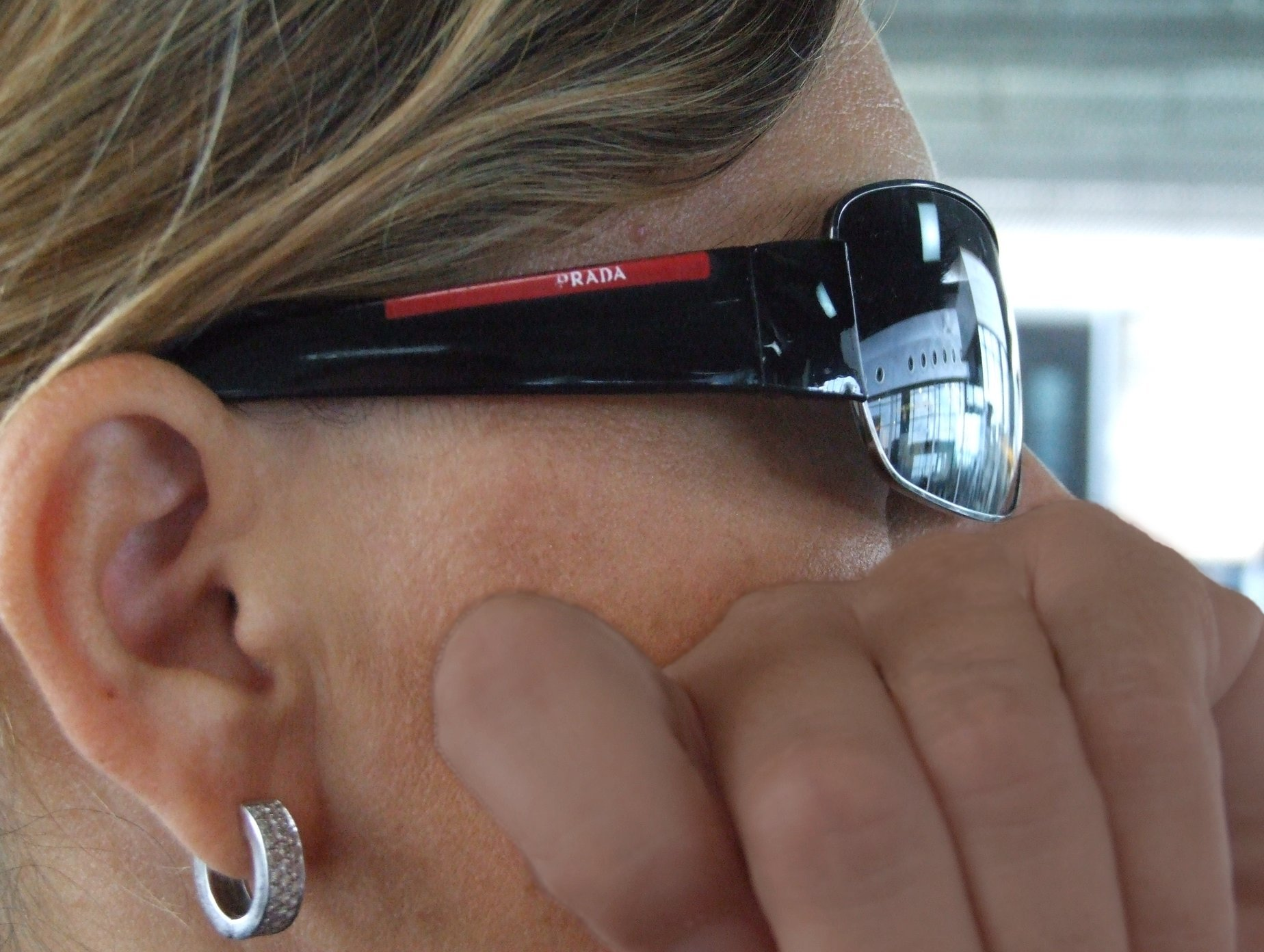
Широкі дужки обмежують світловий потік по краях

### Покращення зору
Сонцезахисні окуляри покращують ясність зору, захищаючи очі від яскравого блиску.
Вони також використовуються, якщо зіниця розширена у результаті медичних досліджень.
Поляризовані лінзи зменшують відблиски від неметалічних поверхонь, у тому числі й води. Наприклад, рибалки часто їх використовують, щоб бачити те, що знаходиться під водою, а не блиск.

### Захист

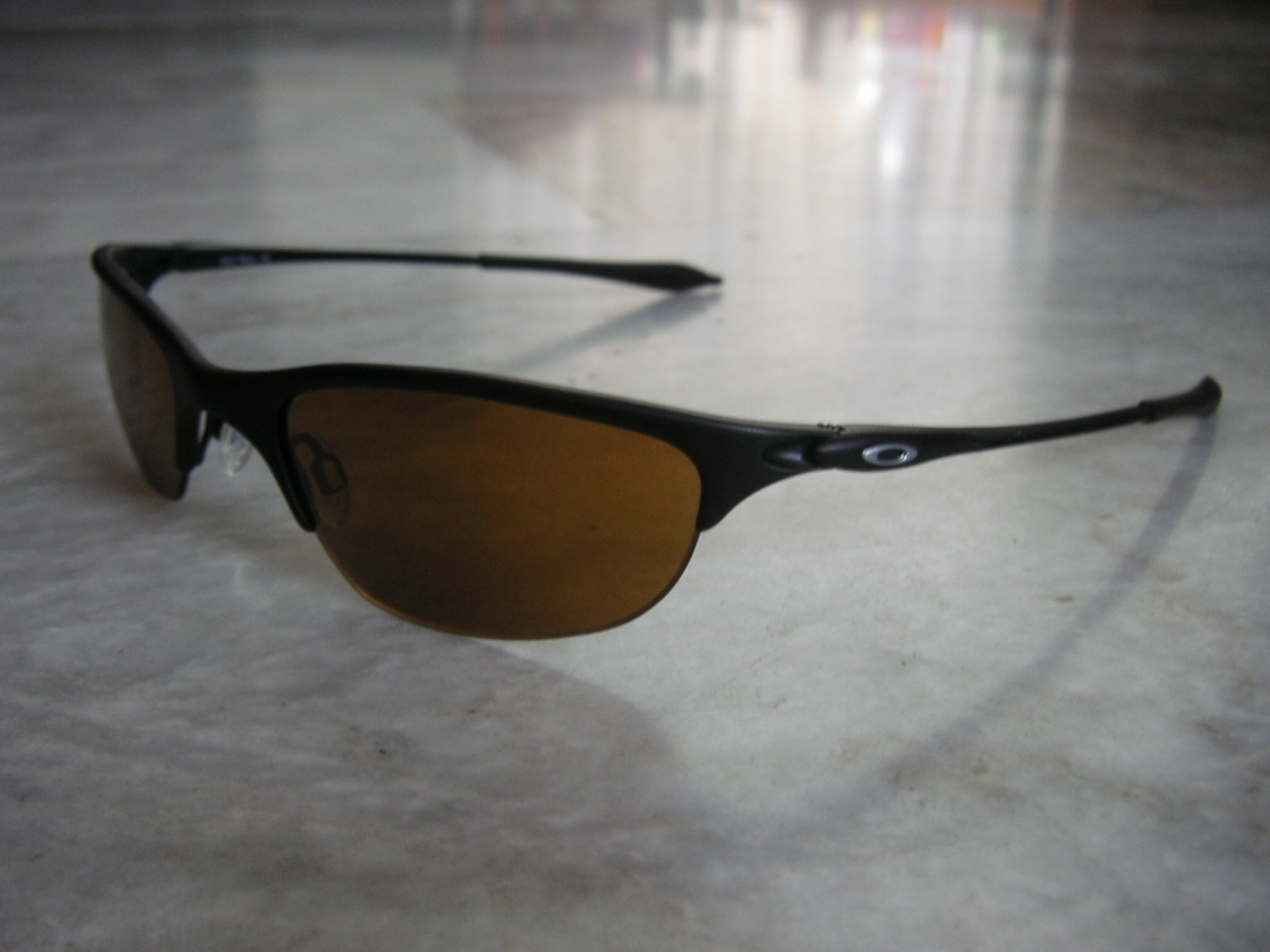
Сонцезахисні окуляри з тонкими дужками

Сонячні окуляри захищають від видимих і невидимих компонентів світла, насамперед від ультрафіолетових променів, які спричиняють різноманітні захворювання очей: снігову сліпоту, фотокератит, катаракту й інші.
Спеціалісти рекомендують використовувати окуляри, які фільтрують 99—100 % ультрафіолету з довжиною хвилі до 400 нм. Такі окуляри мають відмітку UV 400.
Набагато частіше трапляються окуляри UV 380, які фільтрують лише 95 % ультрафіолету.
Сонячні окуляри особливо необхідні дітям, бо їхні очі вразливіші до ультрафіолету, ніж у дорослих.
Для затемнень звичайні сонячні окуляри недостатні. Але зварювальні для цієї мети пасують добре.

### Перевірка сонцезахисних окулярів
Щоб перевірити, чи добре окуляри захищають, їх треба виміряти у виробника або на спеціальному оптичному обладнанні. Наприклад, виробники часто визначають на своїх окулярах стандартні показники захисту від ультрафіолету.
Безпосередньо перевірити захист можна лише за допомогою прилягання. Чим щільніше лінзи окулярів прилягають до обличчя (але не надто щільно, щоб вії не торкалися лінз), тим менше світла вони пропускають по краях. Із тією самою метою можуть використовуватися широкі дужки і шкіряна обшивка.
А ось захист самих лінз побачити неможливо. При цьому темні лінзи не завжди фільтрують ультрафіолет краще, ніж світлі. Навіть буває навпаки — від темних лінз зіниці розширюються сильніше, ніж від світлих, і в очі потрапляє більше ультрафіолету. Але звичайне видиме світло темні лінзи насправді фільтрують краще, ніж світлі.
Захист від ультрафіолету також не залежить від кольору лінз. Але за кольором можна визначити, чи фільтрують вони синє світло. Наприклад, сині та зелені лінзи синє світло не фільтрують, а жовті та коричневі — навпаки, фільтрують надто сильно, що веде до спотворення кольорів і може бути небезпечно при водінні.
Можна наочно перевірити наявність поляризациї: для цього треба, дивлячись у зняті окуляри на відсвічувальну горизонтальну поверхню, повернути їх уздовж подовжної осі. Інтенсивність відблиску збільшується при вертикальному положенні окулярів, і зменшується (аж до погашення) при горизонтальному положенні.

### Використання сонцезахисних окулярів
Прозорі окуляри рідко використовуються не за призначенням (виправлення вад зору або захист очей), а сонцезахисні можна носити навіть у приміщенні або по ночах. У деяких компаніях навіть модно носити темні окуляри, особливо стильні.
Ними користуються, щоби приховати очі від сторонніх поглядів (найкраще для цього пасують окуляри із дзеркальним покриттям — замість очей співбесідник бачить власне відображення). Інколи гравці у покер носять кольорові окуляри, щоб суперники не здогадалися про їх наміри.
Сонячні окуляри також використовуються через естетичні причини — щоби приховати хворі очі. Наприклад, їх часто носять сліпі — краще зовсім не бачити очей, ніж якщо вони негарні або дивляться не в тому напрямку. Або якщо очі почервоніли (наприклад, від довгого плачу), підбиті (синці під очима), розпухлі, косять чи здригаються (нервовий тик), також можна носити темні окуляри.

### Ступінь захисту
За ступенем захисту темні окуляри діляться на групи:
- Мінімальні (1 ступінь) від яскравого світла практично не захищають, отже, вони придатні тільки у приміщенні й по ночах.
- Середні (2 ступінь) найкраще пасують у містах і для водіння.
- А на пляжі й у горах треба використовувати максимальні (3 ступінь), але для водіння вони небажані.

## Спеціальні окуляри

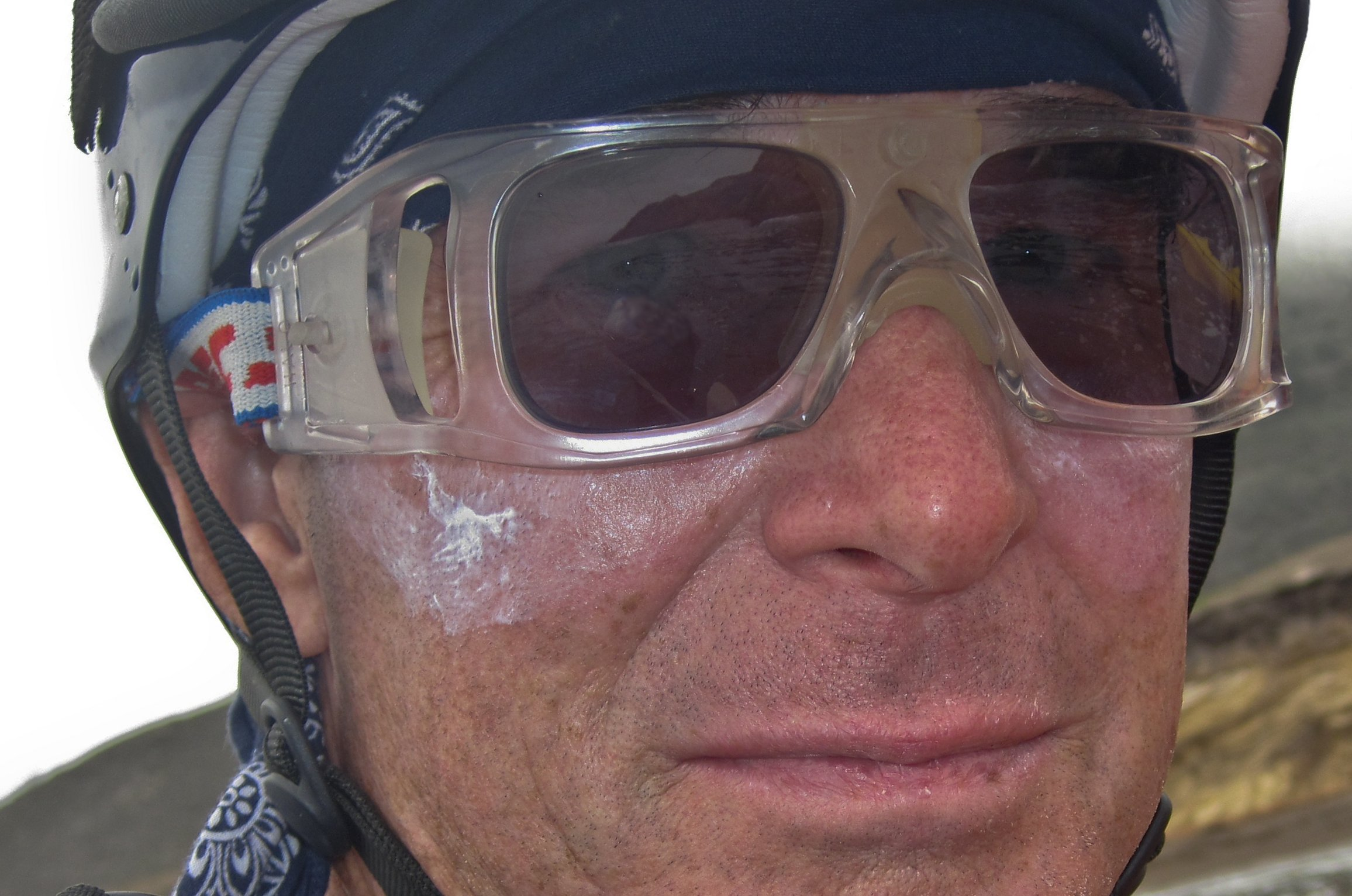
Окуляри для моряка

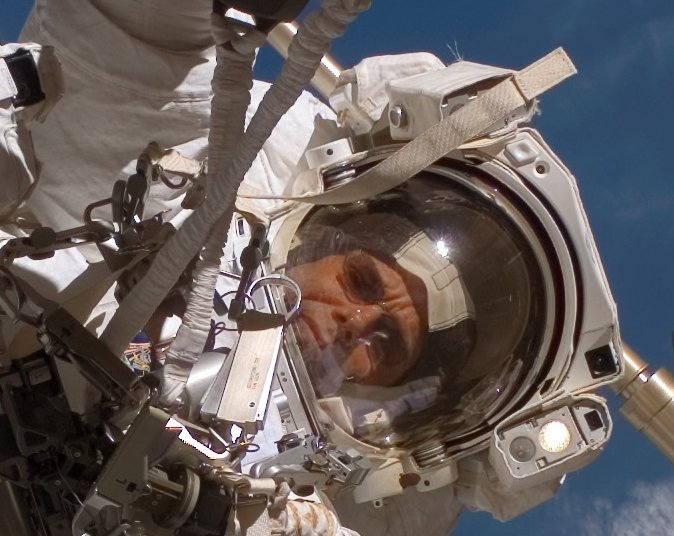
Окуляри для космонавта

### Спортивні
До спортивних окулярів, як сонцезахисних, так і з діоптріями, пред'являються особливі вимоги. Вони повинні бути міцними, мати носоупори та підв'язуватися стрічкою, щоб не спадали.
Окуляри для водних видів спорту, крім того, повинні мати підвищену пловучість і не пітніти.
Альпіністи і полярники мандрують серед снігу і криги, світло від яких сильно відбивається (включаючи ультрафіолет) — особливо на великій висоті. Отже, вони використовують так звані снігові окуляри — великі круглі затемнені лінзи зі шкіряною обшивкою, що не пропускає світло по краях.

### Космічні

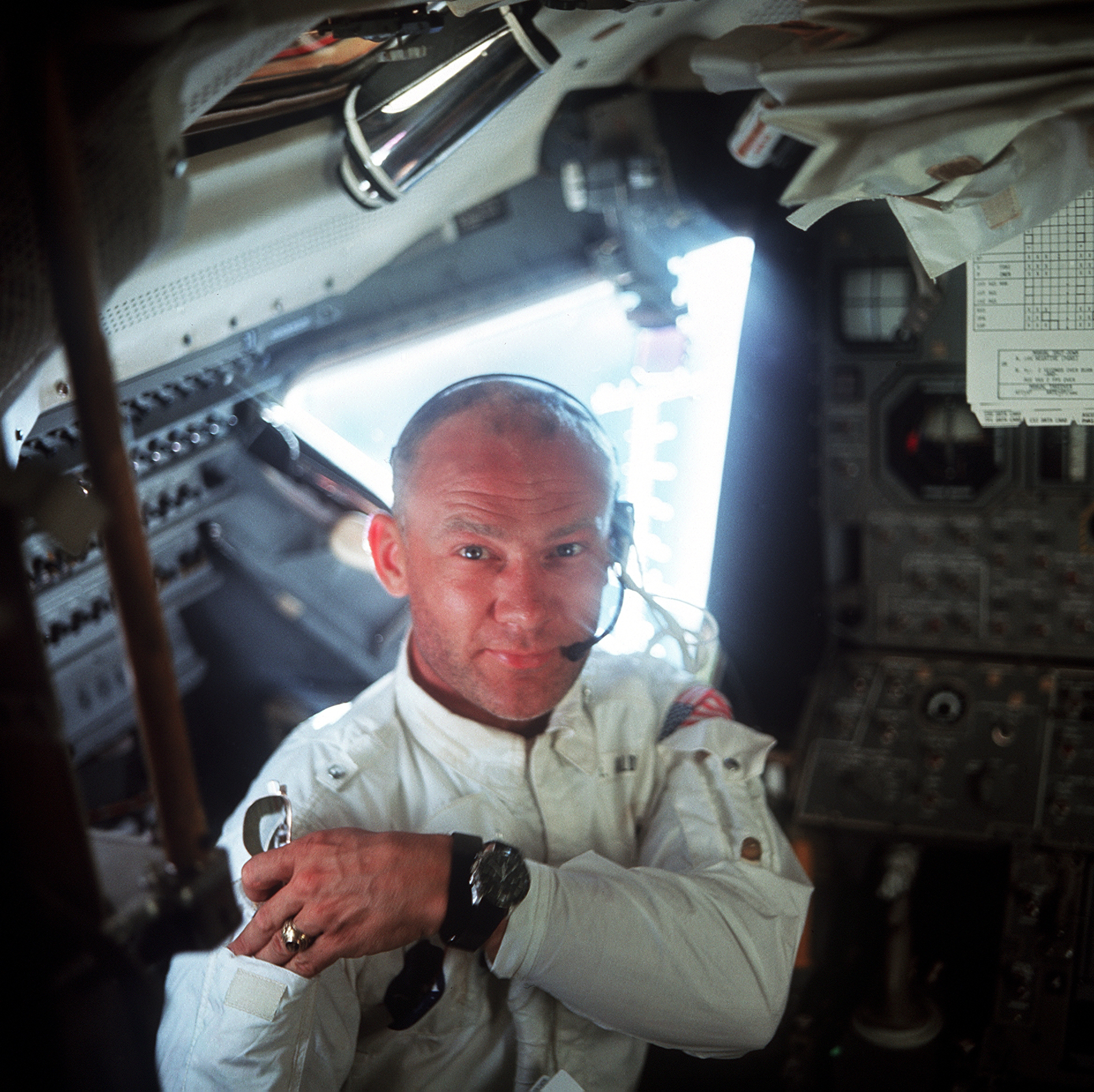
Базз Олдрін перед посадкою на Місяць

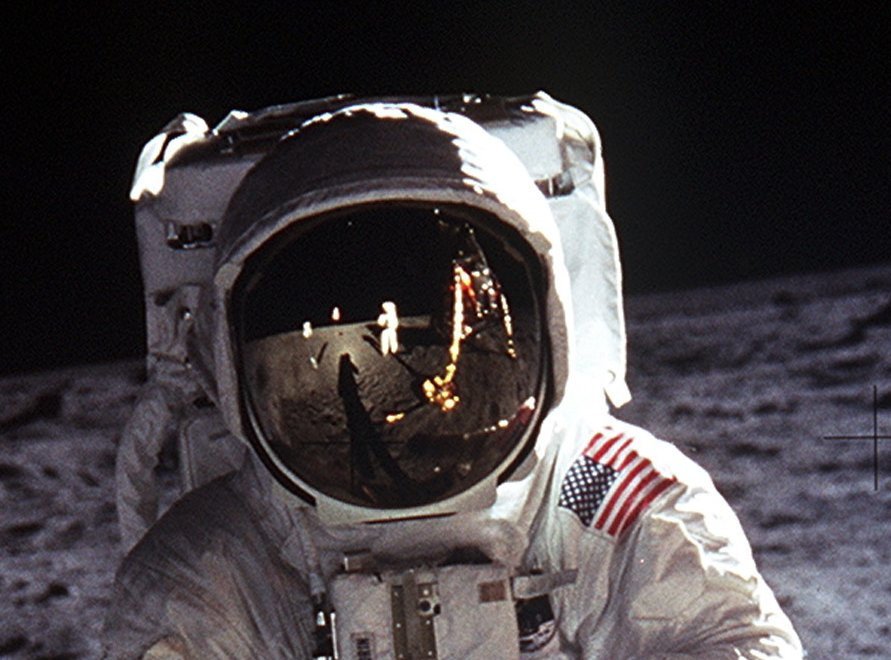
Забрало шлема захищає очі космонавта

У космосі потрібний особливий захист, оскільки там ультрафіолетові й інфрачервоні промені не поглинаються атмосферою, як на Землі. Але сонцезахисні окуляри як усередині космічного корабля, так і у відкритому космосі не обов'язкові, бо й вікна космічного корабля, і забрало шлема трохи затемнені і забезпечені тонким золотавим фільтром як додатковим захистом.
Оправи космічних окулярів, так само як і спортивних, повинні бути легкими, міцними і витримувати невагомість. Наприклад, якщо окуляри всередині шлема, вони повинні бути щільно притягнутими, бо поправити їх, будучи у скафандрі, практично неможливо. Крім того, в умовах невагомості дрібні деталі (гвинти, шарніри, осколки) можуть відірватись і потрапити в дихальну / вентиляційну систему скафандра або в органи космонавта (очі, вуха, ніс, рот).
Звичайно, якщо забрало шлема само по собі затемнене, то окуляри з діоптріями використовуються у космосі набагато частіше, ніж сонцезахисні (наприклад, якщо на Землі зір космонавта 90 %, то в космосі через невагомість і зміни тиску він може тимчасово знизитися до 70 %); але в наш час НАСА використовує однакові оправи і для тих, і для інших.
Уважається, що оправа космічних окулярів повинна важити не більше 10 мг і не містити ні гвинтів, ні шарнірів, які можуть розбовтатися.

## Конструкція окулярів

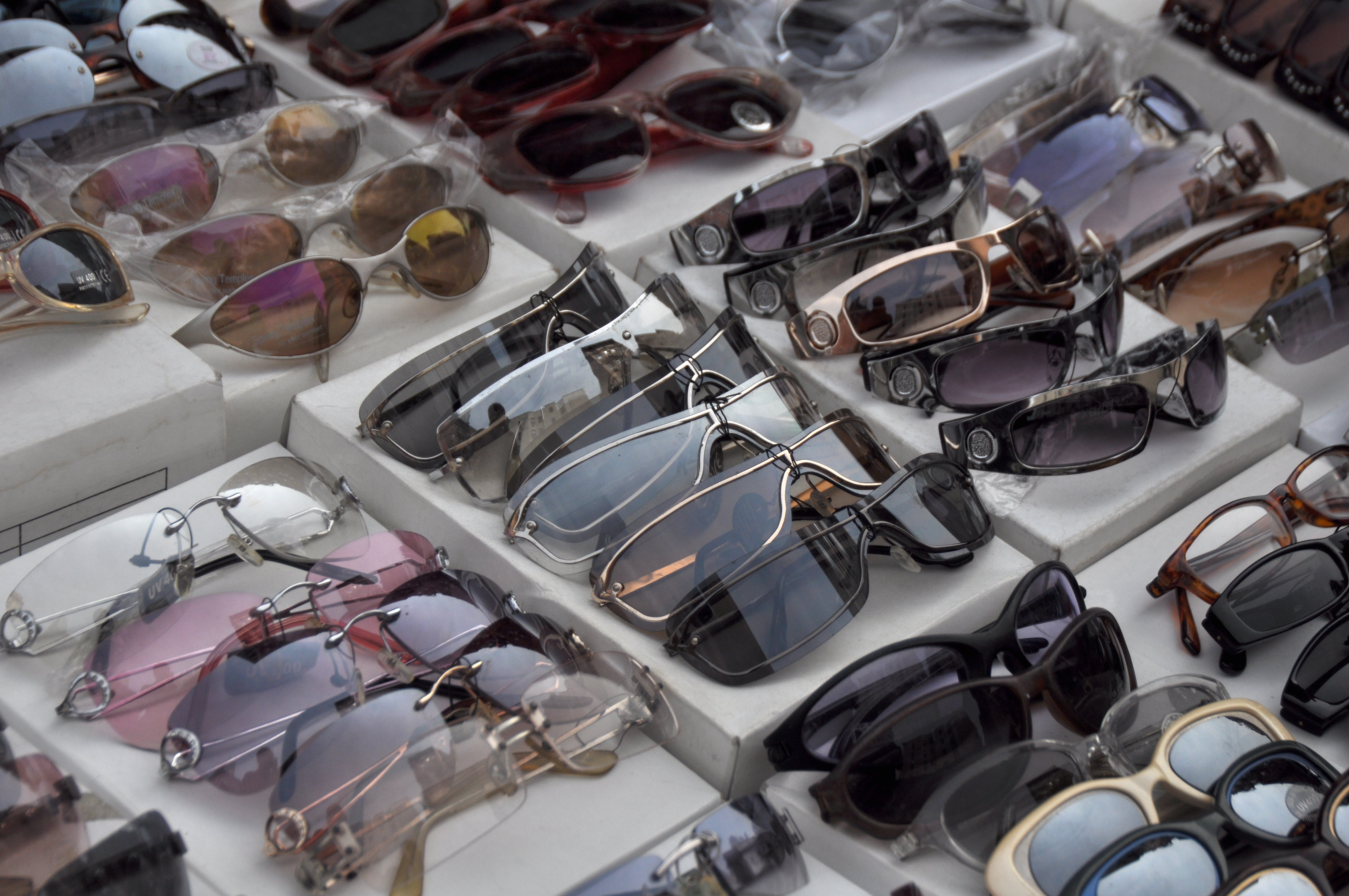
Сонцезахисні окуляри з лінзами різних кольорів

Поляроїд

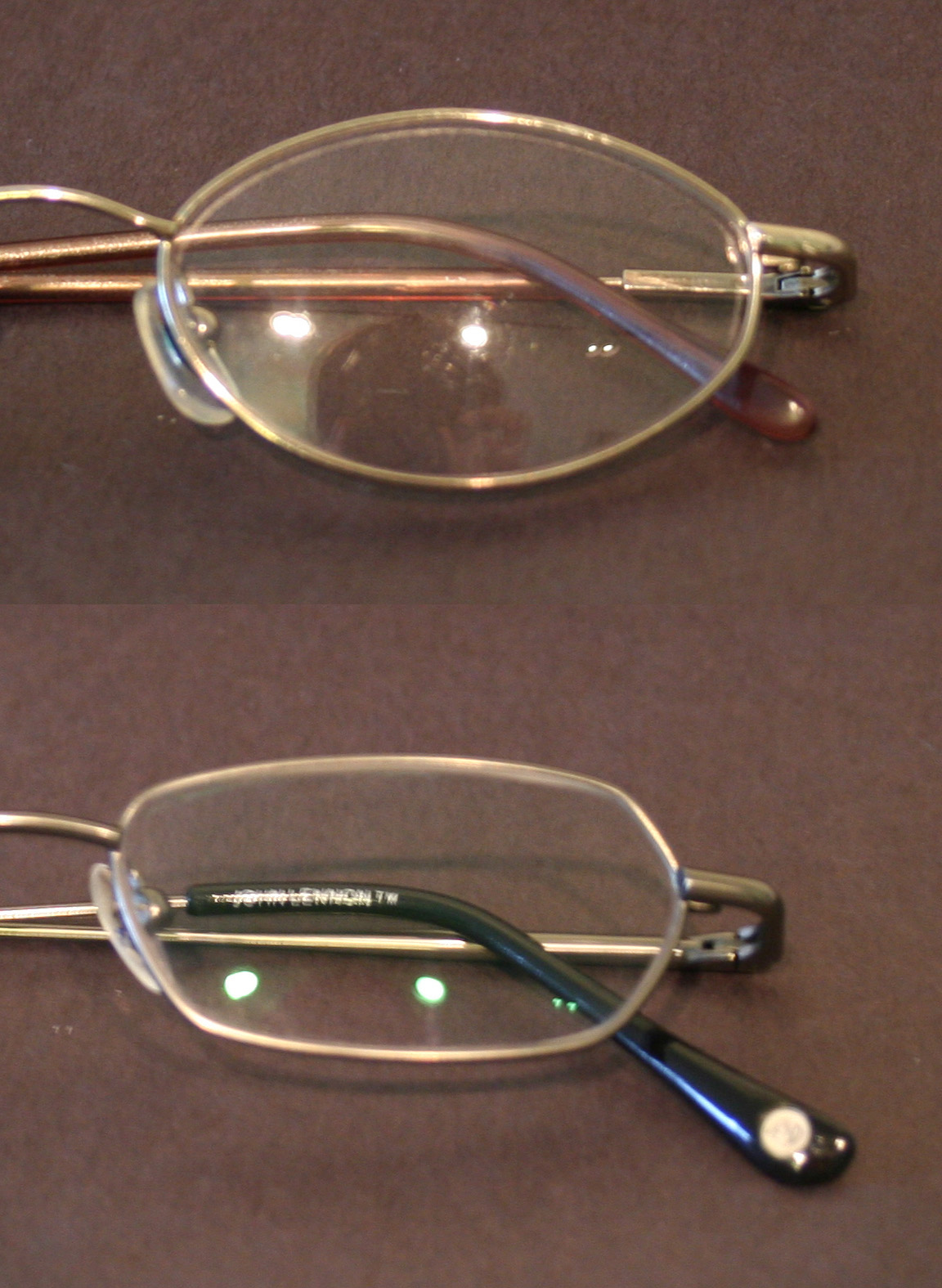
Окуляри без просвітлення (верхні) й із просвітленням (нижні). Зверніть увагу на кольорові відблиски лінзи із просвітленням

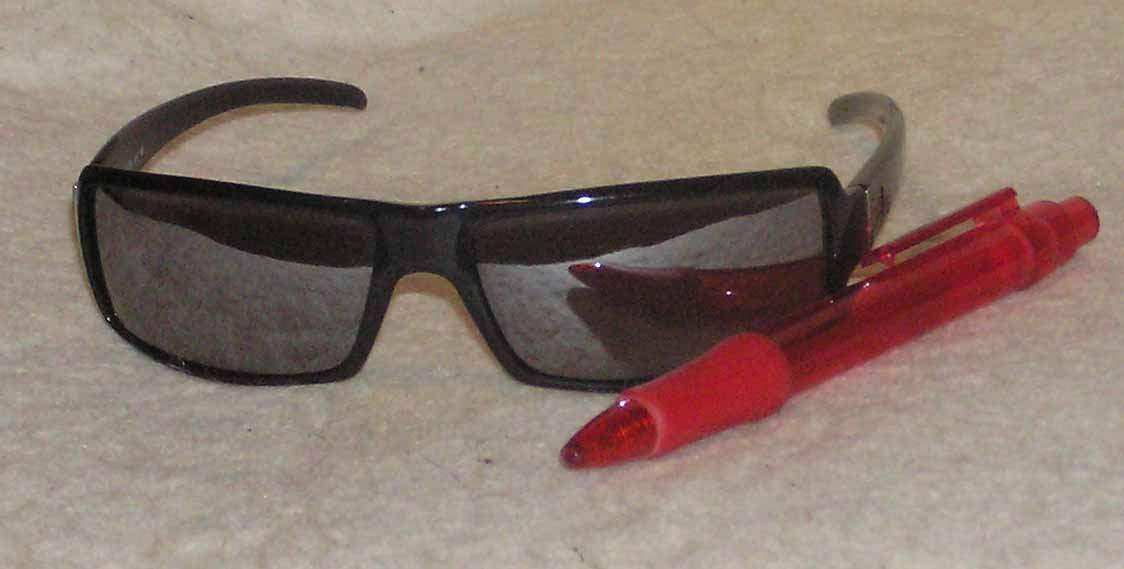
Окуляри із дзеркальним покриттям

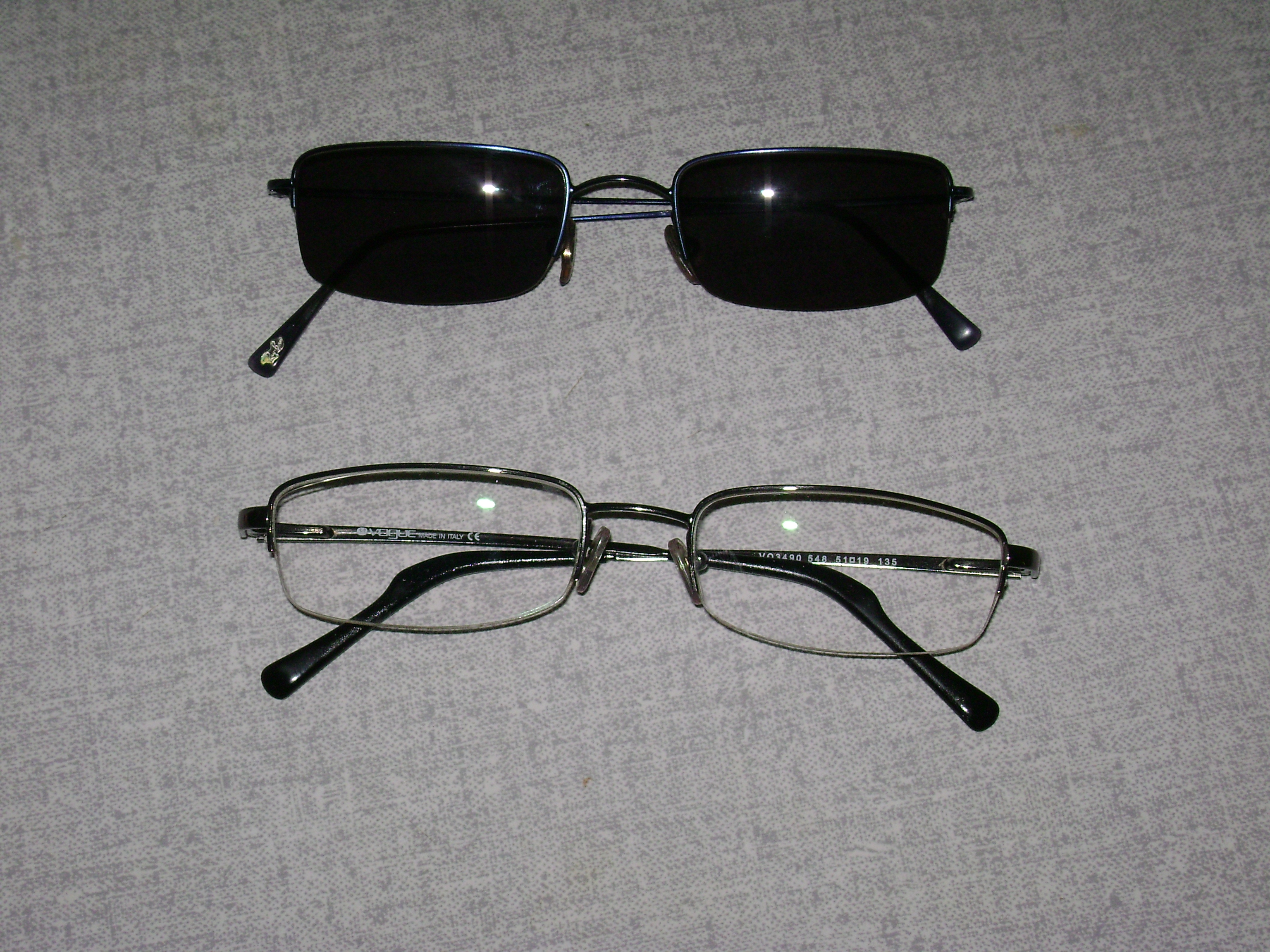
Темні (зверху) та прозорі (внизу) окуляри з діоптріями

### Лінзи
Колір лінз залежить від моделі, стилю й мети використання, але найчастіше використовуються червоні, зелені, жовті та коричневі, які найменше спотворюють кольори, наприклад, при водінні автомобіля або автобуса.
- Чорні лінзи зберігають природні кольори і вважаються нейтральними.
- Зелені лінзи використовуються у спеціальних окулярах для хворих на глаукому[5].
- Коричневі лінзи трохи спотворюють кольори, але збільшують контраст.
- Блакитні та сині лінзи використовуються при середньому та яскравому світлі, бо вони збільшують контраст, але не спотворюють кольори.
- Оранжеві лінзи збільшують контраст і відчуття глибини, але спотворюють кольори.
- Жовті лінзи використовуються льотчиками, моряками, рибалками та мисливцями.
- Бурштинові лінзи рекомендуються при штучному освітленні після темряви, щоби правильно дотримуватися режиму дня.
- Рожеві та фіолетові лінзи найчастіше використовуються просто для краси.
- При роботі з комп'ютером можна використовувати трохи затемнені лінзи, щоби збільшити контраст.
- Поляризовані лінзи робляться з покриттям із поляроїду, щоби зменшити блиск горизонтальної, або майже горизонтальної, відбивальної поверхні (наприклад, води, снігу, мокрого асфальту) або розсіяне світло неба. Вони потрібні рибалкам, щоб дивитися під поверхнею води. Поляроїд затримує 40-60 % світла, отже, такі окуляри водночас є сонцезахисними.
- Прозорі лінзи використовуються для захисту очей від вітру, пилу та хімікатів. У деяких окулярах передбачається заміна лінз, щоб ними можна було користуватися при слабкому вранішньому світлі.

Лінзи також бувають із дзеркальним покриттям. Вони не стільки затримують яскраве світло, скільки відбивають його; але це не завжди стосується ультрафіолету. Дзеркальне покриття також може бути кольоровим, причому колір дзеркала не залежить від кольору лінзи. Наприклад, бувають чорні лінзи із синім дзеркалом, а коричневі лінзи — зі срібним дзеркалом. Ця дзеркальна поверхня не поглинає сонячні промені і завжди залишається холодною. Єдина вада дзеркального покриття — в тому, що його легко можна подряпати.
На сучасних космічних скафандрах захисний світлофільтр виготовлений напилюванням золота.
Лінзи окулярів бувають скляні і пластмасові. Пластмасові лінзи робляться з акрилу, полікарбонату або поліуретану. Скляні лінзи прозоріші, але важкі й ламаються. А пластмасові лінзи легші, але дряпаються. Найкращі лінзи — із полікарбонату: вони водночас і легкі, і міцні, і пропускають мало ультрафіолетових та інфрачервоних променів.
У тих самих окулярах можуть комбінуватись і колір, і поляризація, і градація, і дзеркальне покриття, й матеріал. Градація — це коли та сама лінза зверху темніша, а внизу світліша. Окуляри з діоптріями також бувають досить темними, щоб використовувати їх як сонцезахисні. Наприклад, «хамелеони» темніють на світлі. Замість цього можна носити так звані насадочні лінзи — темні поверх оптичних або навпаки.

### Оправи

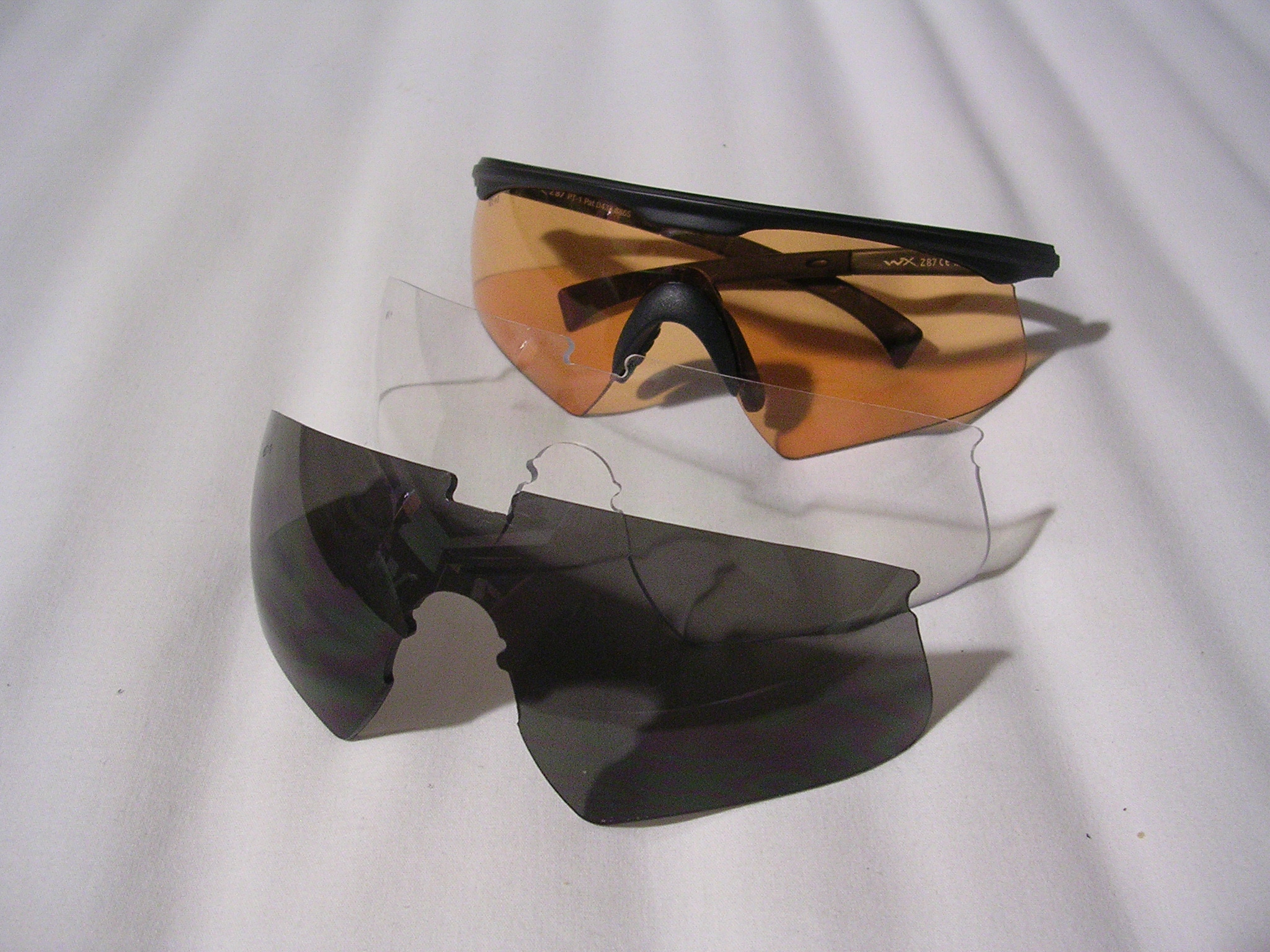
Окуляри з нейлоновою півоправою та змінними лінзами

Оправи робляться із пластмаси, нейлону або металічного сплаву.
Нейлонові оправи легкі і гнучкі, вони використовуються у спорті. Під тиском вони не ламаються, а гнуться і повертаються у колишнє положення. Ця гнучкість дозволяє оправі щільніше прилягати до обличчя.
Металічні оправи твердіші, отже, для прилягання використовуються дужки із пружинами.
Кінці дужок і носоупори робляться з гуми або пластмаси. Звичайно дужки вигнуті, щоби триматися за вухами, але дужки окулярів фірми Oakley завжди прямі і звуться «голоблями».
Існують три види оправ: ціла оправа, півоправа, і без оправи.
Ціла оправа проходить навколо лінз.
Півоправа прикріплюється до верхньої частини лінз.
В окулярах без оправи дужки пригвинчуються безпосередньо до лінз. Окуляри без оправи бувають двох видів: із двох лінз, поєднаних разом, і з однієї суцільної лінзи з дужками.
Спортивні окуляри випускаються зі змінними лінзами різних кольорів. Це найчастіше залежить від умов освітлення та характеру роботи. Причина в тому, що набір лінз дешевший і зручніший, ніж декілька пар окулярів. Окрім того, лінзи можна замінити, якщо вони зіпсуються, або загубляться. Найчастіше окуляри зі змінними лінзами складаються з однієї лінзи на обоє очей. Окуляри, які складаються із двох лінз, трапляються набагато рідше.

### Перемичка
Лінзи в оправі з'єднуються перемичкою. Перемичка також має носоупори, щоб ні лінзи, ні оправа не тиснули на щоки.
Якщо ніс великий, перемичка повинна бути нижчою, якщо маленький — вищою.
«Авіаторам» притаманна подвійна, а інколи навіть і потрійна перемичка.

## Види сонцезахисних окулярів

### Кольорові окуляри
Кольорові лінзи служать для захисту очей від надто яскравого світла.
Раніше вживали зелені лінзи, але коли виявилося, що вони, пропускаючи найяскравіші промені спектру, найменше досягають мети, стали користуватися чорними та синіми лінзами.
Чорні й димчасті лінзи поглинають усі кольорові промені майже однаково; сині лінзи найбільше затримують жовті й оранжеві промені (найяскравіші).
Кольоровими також робляться сферичні, циліндричні і призматичні.
Головний офтальмолог МОЗ України професор Сергій Риков уважає необхідним надівати сонцезахисні окуляри із захистом від ультрафіолету спектру А та Б. Він радить не надівати окуляри із блакитним, синім або фіолетовим склом — промені, які пройшли через таке скло, шкідливі для ока. Потрібно надавати перевагу окулярам із коричневим або зеленим склом, вони безпечніші та комфортніші для очей.

### Окуляри із пластиковими лінзами
Великого поширення набули сонцезахисні окуляри із пластиковими лінзами.
Проте в дешевих моделях уживаються пластики, які пропускають ультрафіолетове випромінювання.
Такі окуляри посилюють шкідливий вплив ультрафіолетового випромінювання, тобто заподіюють оку навіть більшу шкоду, ніж узагалі їх відсутність.
Це пов'язано з тим, що затемнення у видимій області спричиняє розширення зіниці, а в розширену зіницю потрапляє більша кількість ультрафіолетового випромінювання, не фільтрованого пластиковими лінзами.

## Моделі сонцезахисних окулярів (за алфавітом)

### «Авіатори»

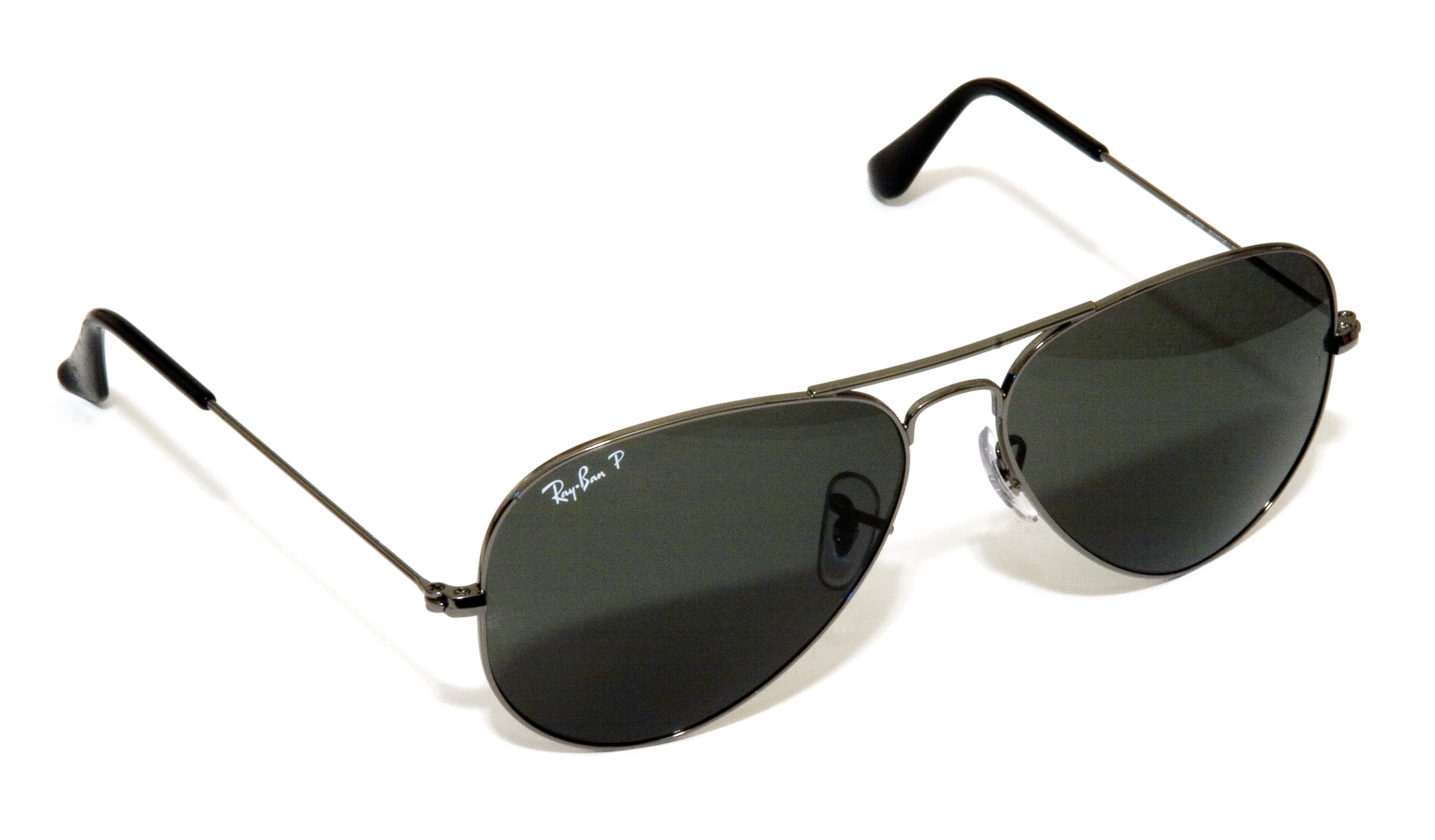
«Авіатори»

«Авіатори», також відомі як «крапельки» (найчастіше 3025, але є й інші) — це модель із величезними краплеподібними лінзами й тонкою металічною оправою, винайдена у 1936 фірмою Ray Ban для американських льотчиків.
Окрім льотчиків, «авіаторами» часто користувалася молодь у 1960-і — 1990-і роки. У моду увійшли «авіатори» із дзеркальними, кольоровими та обтічними лінзами.
Наприклад, у лікаря у фільмі «Будьте моїм чоловіком», у Рябініна у фільмі «Вокзал для двох», у Павла у фільмі «Спортлото-82» й у слідчої в фільмі «Тихі вири» «авіатори» темні, а в Ніни у фільмі «Рідня» й у Ківрина у фільмі «Чародії» — прозорі.

### Вайфарери

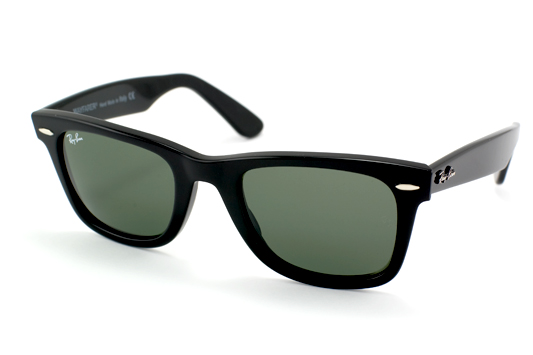
Вайфарери

Вайфарери — це окуляри у роговій або пластмасовій оправі, випущені фірмою Ray Ban у 1952. Вони мають трапеційну форму, зверху ширшу, і чорну чи кольорову оправу.
Увійшли в моду завдяки Джеймсу Діну, Елвісу Костелло, Джону Кеннеді, Бобу Ділану й іншим знаменитостям.
За своєю поширеністю поступаються тільки «авіаторам».
Прозорі вайфарери в Ірини Купченко, Давида Тухманова, Ігоря Костолевського, Михайла Матусовського, Йона Суручану и Людмили, другої дружини Висоцького. Та й у третьої дружини (Марини Владі), також інколи можна помітити дещо подібне.
Різновиди вайфарерів — New (2132), Original (2140, також Blocks, Typedelic, Musical і Rare Prints), Wayfarer II (2143), Square (2151), Ultra (2157 — рідкісна модель), Balorama (4089), складані (4105), Rounded (4141), Caribbean (4148), Active Lifestyle (4151), Justin (4165), Laramie (4169), Erika (4171).

### Градієнти

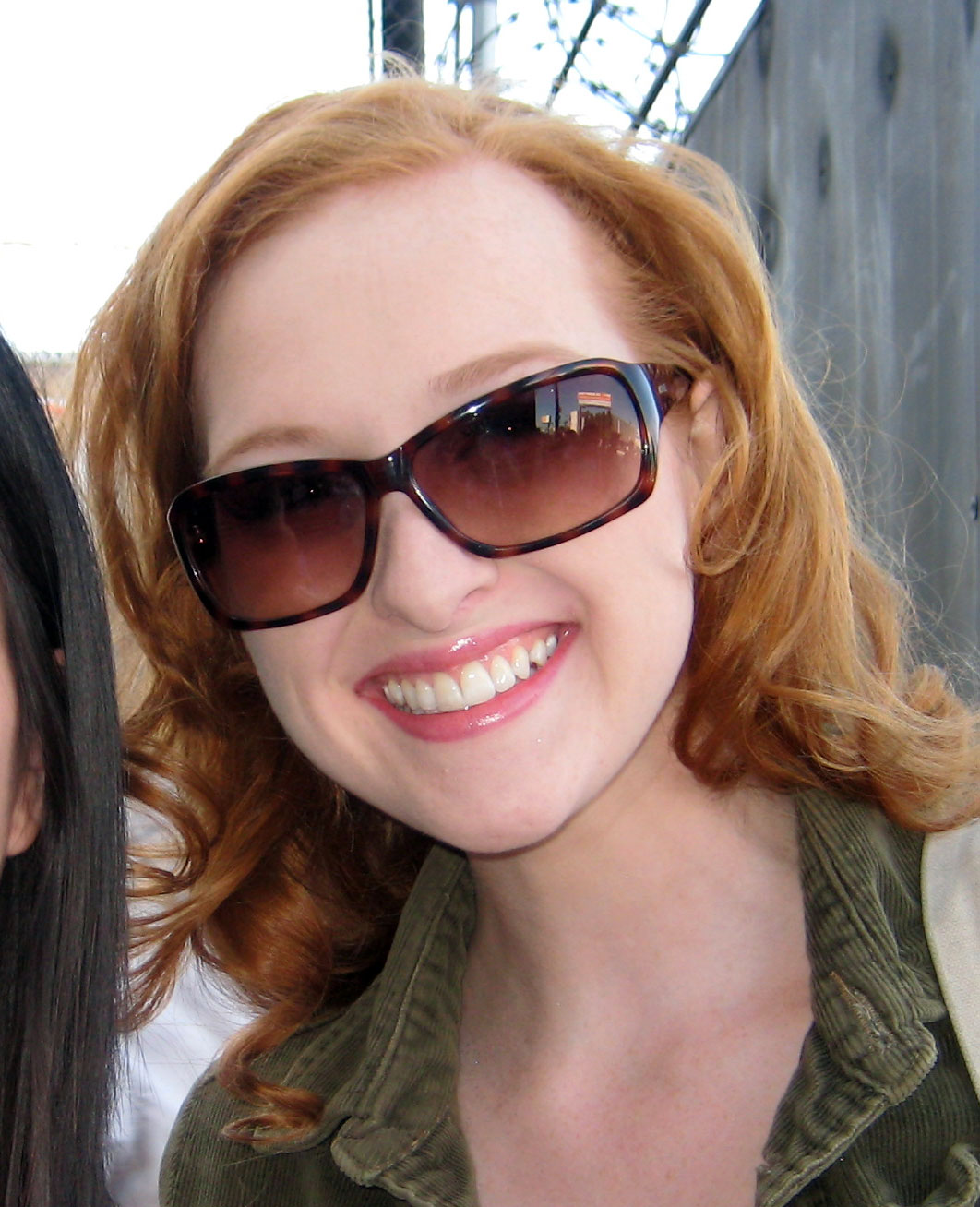
Градієнти

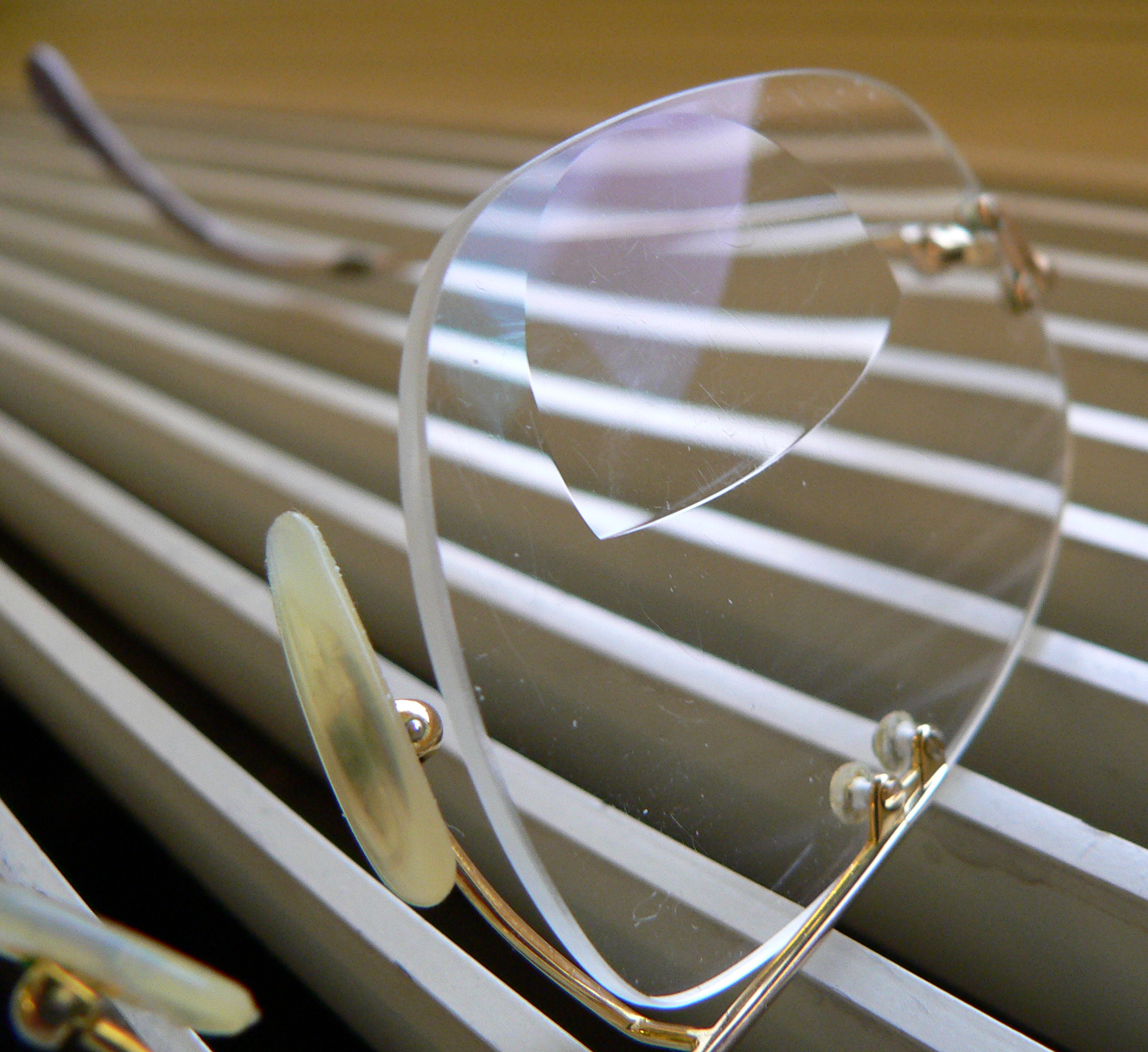
Біфокальна лінза (для порівняння)

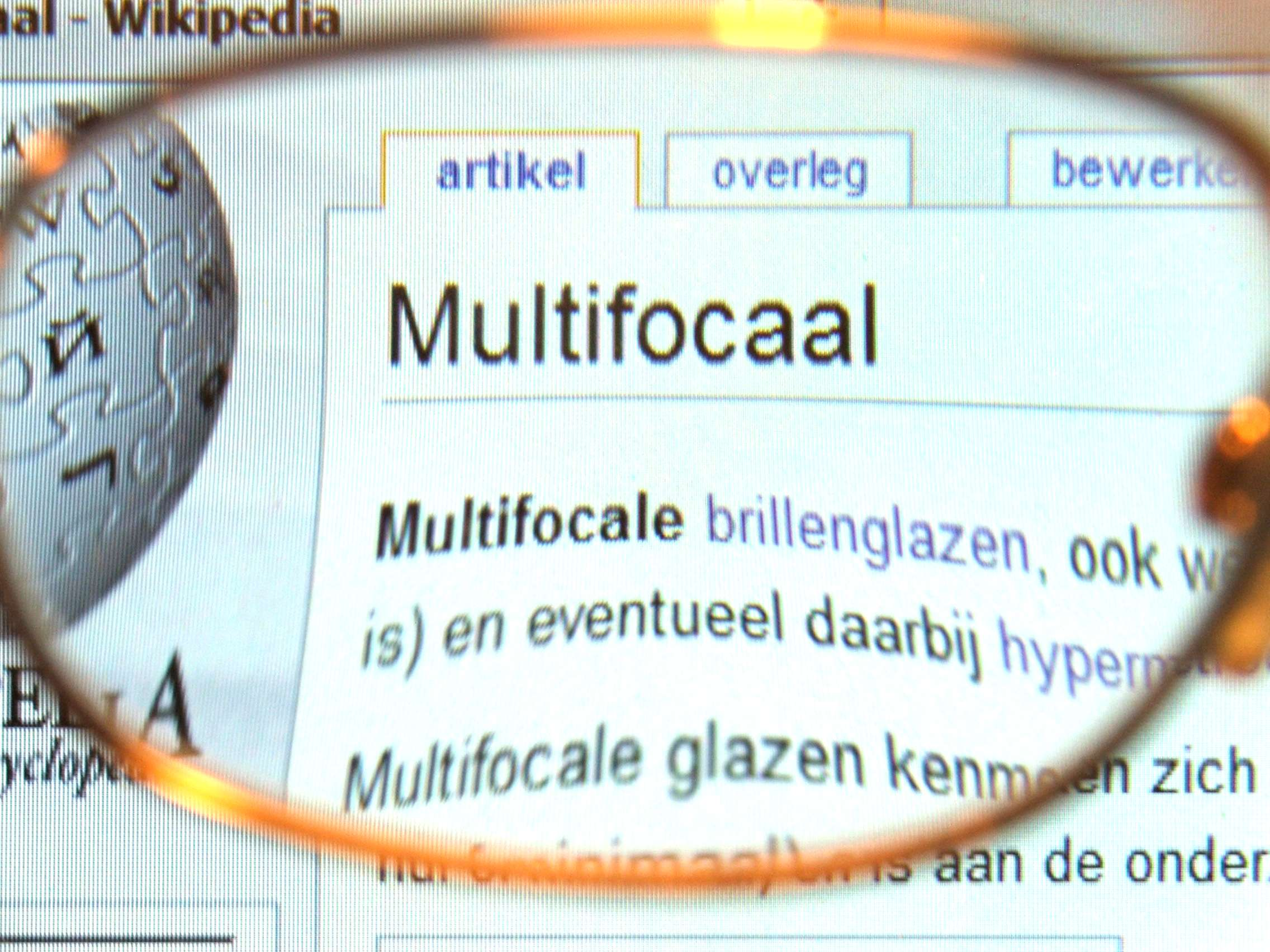
Прогресивна лінза (для порівняння)

Градієнти зверху темніші, внизу світліші. Отже, чим вище, тим більший захист від яскравого світла.
Градієнти добрі тим, що їх можна носити навіть у приміщенні, наприклад, у нічному клубі, не боячись спіткнутися. Вони також придатні для льотчиків і водіїв — нижня частина для панелі приладів, а верхня, щоб дивитись у вікно.
Подвійні градієнти зверху та внизу темніші, а в середині світліші.
Найвідоміші носії градієнтів — Рінго Старр, Барбара Брильська, Віктор Мережко, Аркадій Арканов і Кирило Ласкарі (зведений брат Андрія Миронова).
Градієнти не слід плутати з біфокальними і прогресивними лінзами, в яких змінюється не колір, а діоптрії.

### Гранди

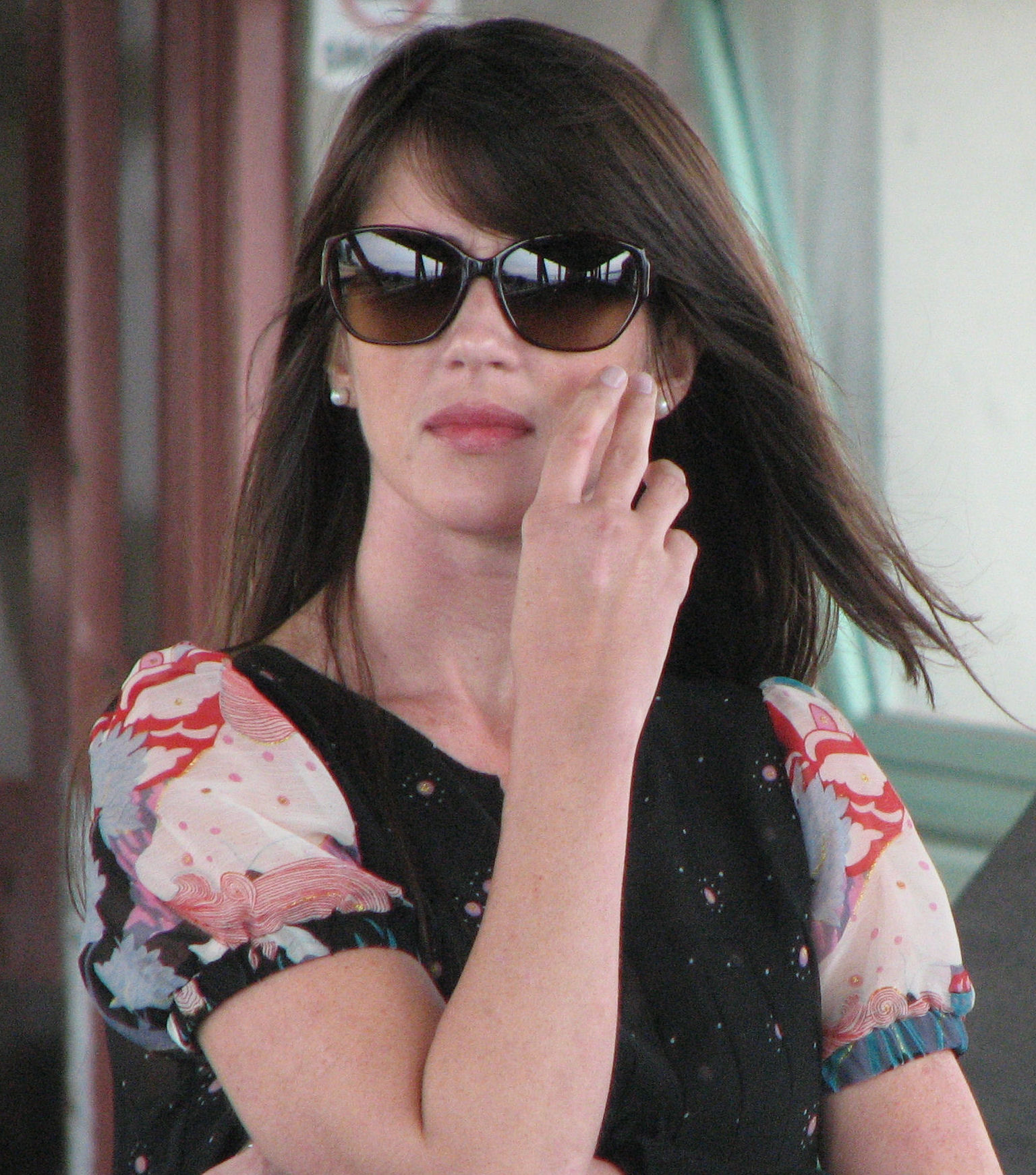
Гранди у стилі Жаклін Кеннеді

Гранди з величезними лінзами найчастіше використовуються просто для краси. Це найдешевші окуляри з кольоровими лінзами й оправами.
У моду увійшли завдяки Елтону Джону (чоловічі) та Жаклін Кеннеді (жіночі).
Гранди приховують не тільки від засмаги (чим більші, тим кращі), але й від сторонніх поглядів.

### Дірчасті окуляри

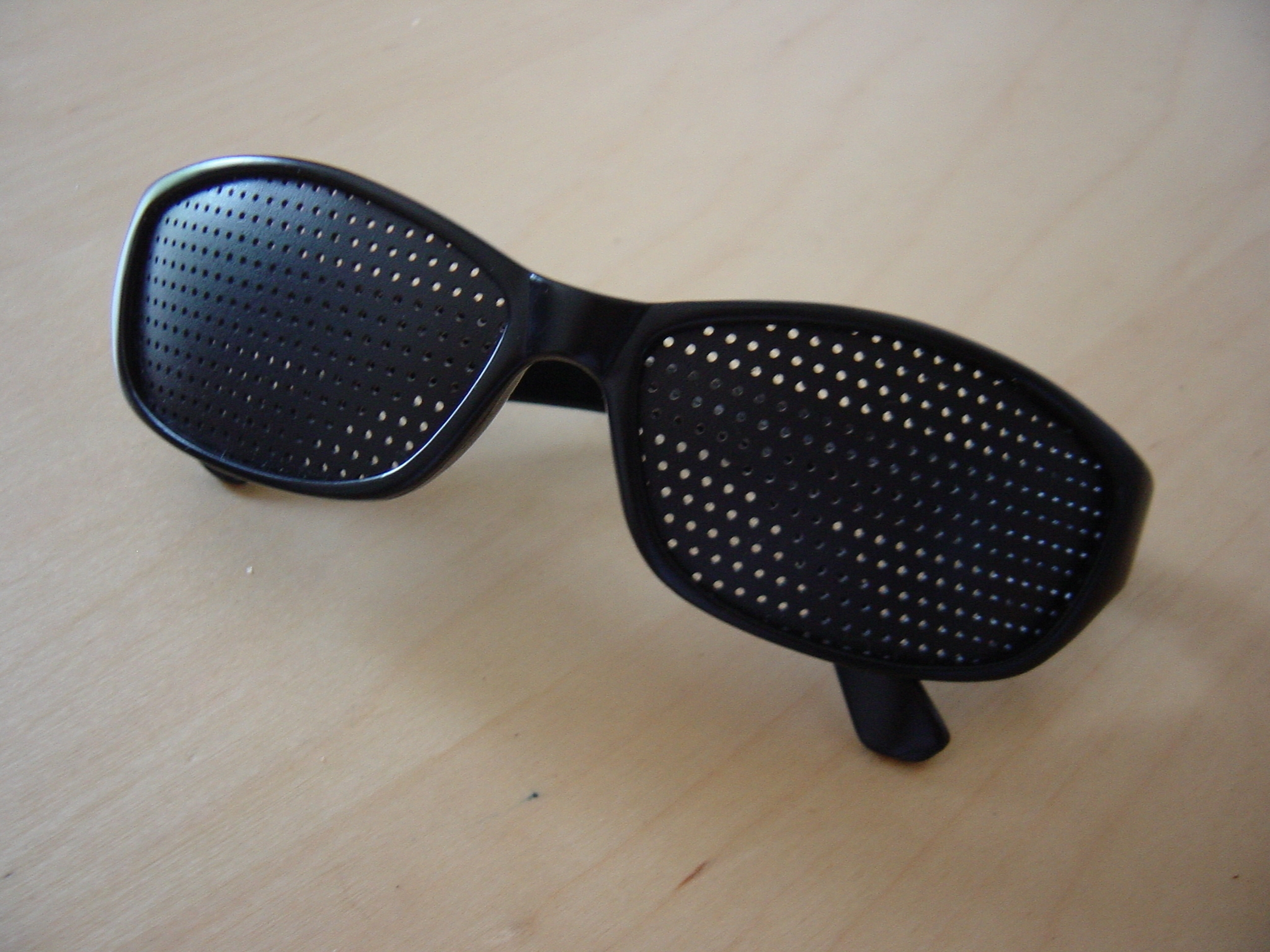
Дірчасті окуляри

Дірчасті, або перфоровані, зменшують (а не фільтрують) світловий потік за допомогою не затемнених лінз, а сітки із дрібними отворами, як у північних народів. Цим вони нагадують фіранку на вікні. Інколи перфоровані окуляри робляться також із лінзами на додаток до сітки — інакше вони не захищають від ультрафіолету.
Окрім того, відомо, що ці дрібні отвори мають ефект діафрагми, на зразок камери-обскури, тобто підвищують гостроту зору при порушеннях рефракції. Але, обмежуючи поле зору, для тонкої й точної роботи вони не придатні.

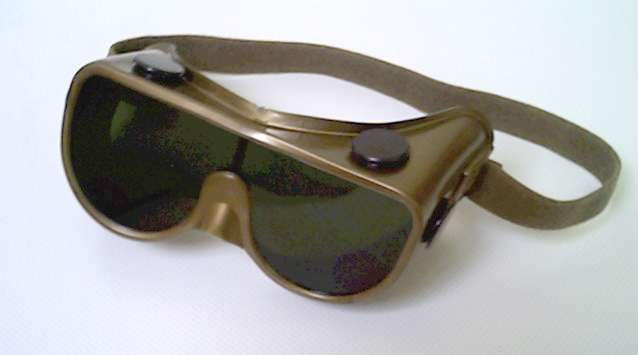
Окуляри для газозварювання

### «Котяче око»

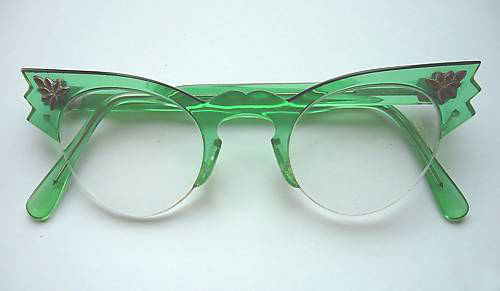
«Котяче око»

«Котяче око» (за термінологією фірми Ray Ban — Cats 4125, 4126, 4128) — окуляри у товстій роговій оправі із загостреними верхніми кутами. Здебільшого їх носять жінки — наприклад, Мерилін Монро, Одрі Гепберн і Вікторія Бекхем.
Різновид «котячого ока» — так званий «метелик» (великі круглі чи квадратні окуляри у товстій оправі). У наш час це скоріше стиль ретро.

### Надбрівні окуляри

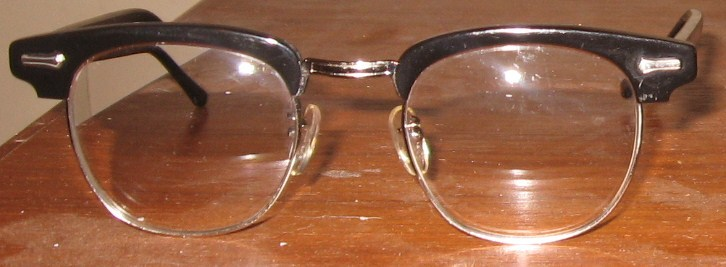
Надбрівні окуляри

Надбрівні (за термінологією фірми Ray Ban — Clubmaster 2156, 3016, 4132) з'явились у 1950-і в Америці. Назва пов'язана з тим, що потовщена верхня частина оправи повторює лінію брів. Звичайно нижня частина оправи й перемичка металічні, а верхня пластмасова, але інколи пластмасова перемичка може входити до складу верхньої частини.
Такі окуляри носять професор у фільмі «Велика перерва», археолог у фільмі «Джентльмени удачі», Мельников у фільмі «Доживемо до понеділка» і Шурик у фільмах «Операція И та інші пригоди Шурика» та «Кавказька полонянка, або нові пригоди Шурика» (але у третьому фільмі із цієї серії — «Іван Васильович змінює професію» — в нього явно рогові, як у самого Гайдая).
У Тіто, Чиркова, Андропова та Нікуліна також можна помітити дещо подібне.

### Насадочні лінзи
Насадочні лінзи, також «кліпи» або «фліпи» — це гранди, які приколюються поверх оптичних окулярів як сонцезахисні (рідко навпаки) й піднімаються у приміщенні.
У моду увійшли завдяки Філу Спектору.
Насадочні лінзи можна також помітити в одного з уболівальників у фільмі «Запасний гравець» і в напарника Джеккі у фільмі «Тихі вири».
Не виключено, що у сцені зі «сліпим» («Операція И та інші пригоди Шурика») у Шурика також темні насадочні лінзи поверх, а не тишейди замість прозорих надбрівних.

### Обтічні окуляри

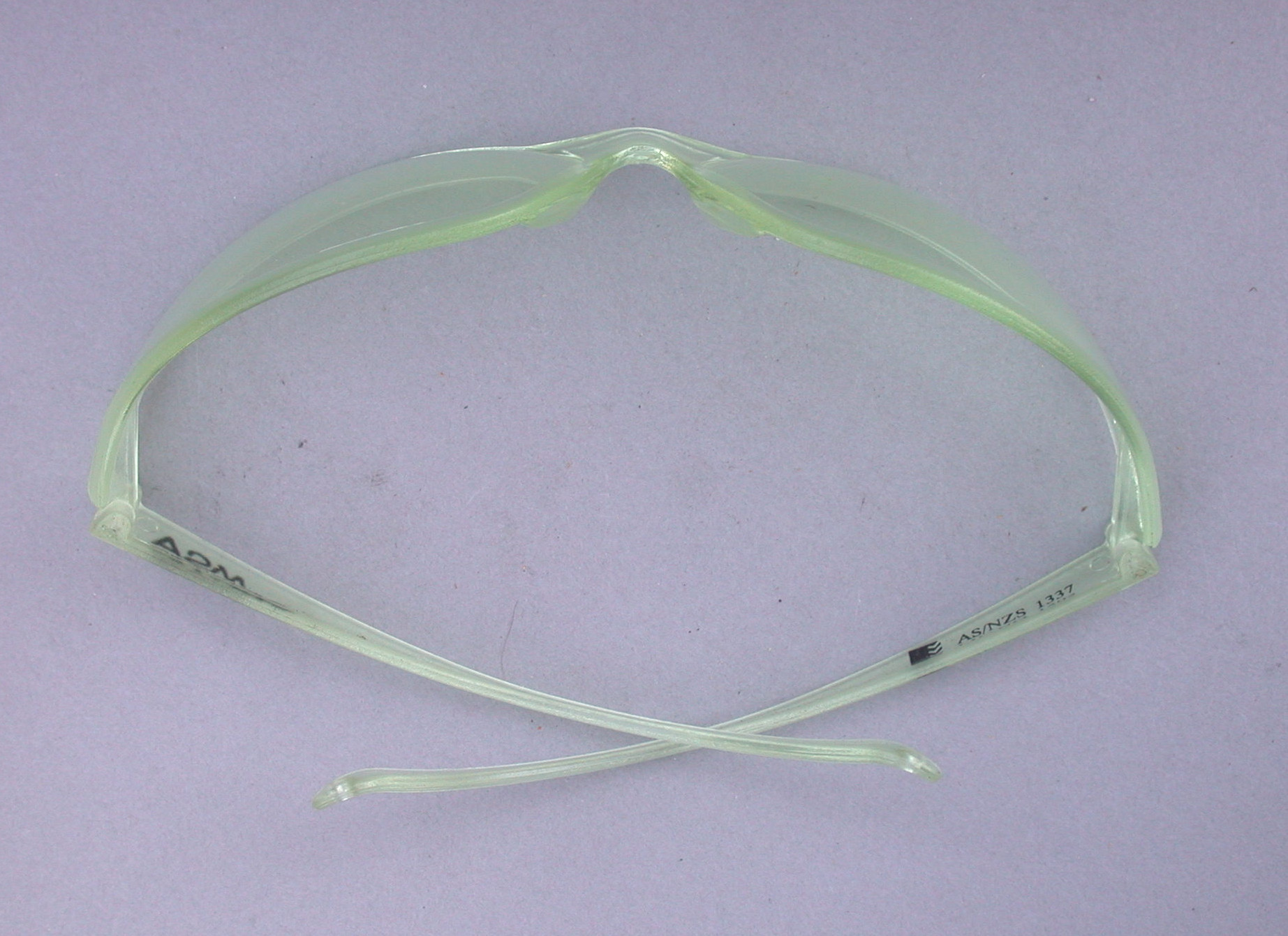
Обтічні окуляри

Обтічні, відомі також як облягаючі або панорамні (за термінологією фірми Ray Ban — Wings 3416 або Youngster 3471) — це спеціальні окуляри (так звані «консерви»). Вони складаються з однієї лінзи, вигнутої півколом, яка покриває обоє очей і частину обличчя, та невеликої пластмасової оправи, що знаходиться тільки на місці перемички.
Зрідка трапляється варіант із двома лінзами, але вони також вигнуті півколом.
Обтічні окуляри часто використовуються у зимових видах спорту.
Темні обтічні можна помітити в Йоко Оно, а прозорі — в Михайла Шемякіна. Із українських знаменитостей такими окулярами зрідка користується Іво Бобул.

### Окуляри із дзеркальним покриттям

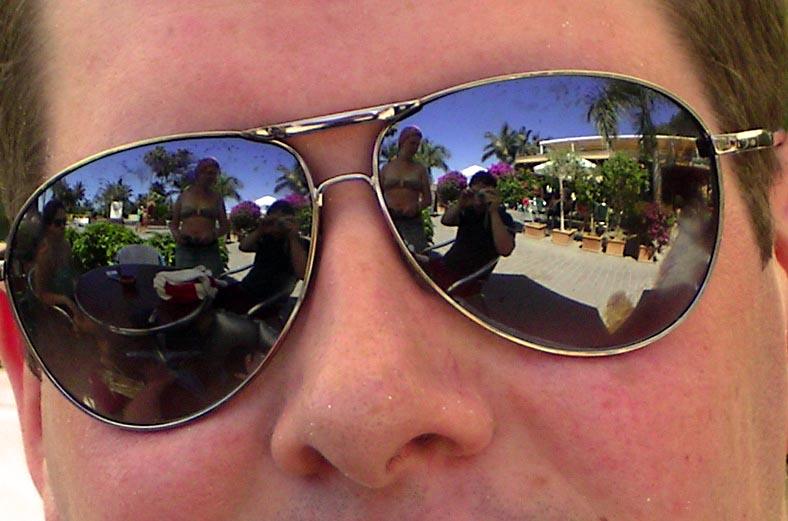
«Авіатори» із дзеркальним покриттям

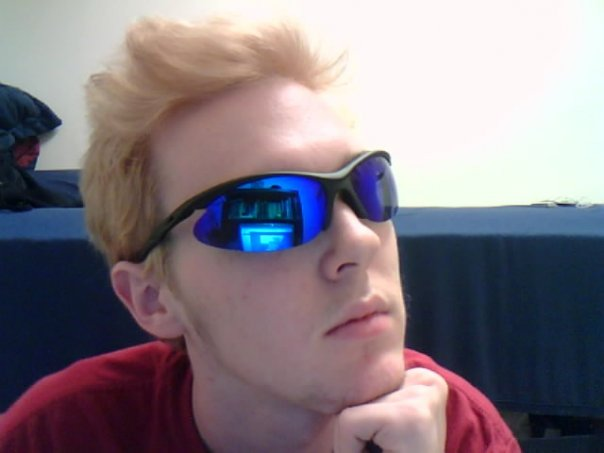
Обтічні окуляри із дзеркальним покриттям

Окуляри із дзеркальним покриттям на зовнішній відбивальній поверхні, так само як і поляризовані, захищають від ультрафіолету, збільшують контраст і відчуття глибини, наприклад, для зимових видів спорту.
Покриття буває різних кольорів. Це дзеркальне покриття фільтрує 10-60 % променів, відбитих від піску, води і снігу, особливо на великій висоті. Крім того, воно добре приховує від сторонніх поглядів. Отже, такими окулярами часто користуються американські поліцейські.
Найпростіше покриття, одношарове, легко подряпати, і крім того, воно боїться води. Складніше, багатошарове покриття набагато міцніше.
За технологією нанесення дзеркальне покриття аналогічно антивідблисковому.
Окуляри із дзеркальним покриттям бувають двох типів — «авіатори» (дві лінзи у металічній оправі, як у Пола Маккартні) та обтічні, як у Йоко Оно.

### Рогові окуляри

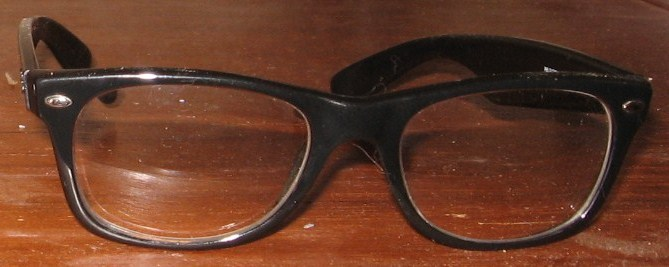
Окуляри у роговій оправі

Рогові мають товсту чорну або строкату оправу без носоупорів, зроблену з рогу (звідси й назва), черепахи або набагато дешевшого целулоїду, що імітує ці матеріали.
Першим їх носив американський актор Гарольд Ллойд (фактично, тільки пусту оправу — опісля той самий трюк повторив Михайло Метьолкін у трилогії «Невловимі месники»).
Повторно вони ввійшли у моду завдяки Бадді Холлі (прозорі) та Рою Орбісону (темні).
Наприклад, відомо, що Холлі, виступаючи без окулярів, загубив медіатор и змушений був буквально плазувати, щоб його знайти. А контактні лінзи тоді були надто дорогі. Отже, не маючи можливості приховувати свій дефект, Холли вирішив перетворити його на культ.
Не виключено, що вплив Холлі примусив Джона Леннона остаточно відмовитися від контактних лінз. Навіть Пол Маккартні, в якого завжди був добрий зір, у молодості любив імітувати Холлі.
Окрім того, у книжці «Many Years From Now» Пол пише про художника Рене Маґріта: «Він подарував мені свої окуляри. Я недавно віддав їх у лагодження. Звичайні круглі окуляри у роговій оправі, але для мене вони просто казкові. Можна навіть сказати — символічні. Вони мені допомагають, коли важко читати дрібний шрифт. Востаннє я відвідував окуліста у 47 років. Узагалі я ще й досі обходжуся без окулярів, коли читаю. Але якщо це великий твір, на зразок Мідімарч, або дрібний текст на пляшці із миючим засобом, доводиться користуватися Ліндиними окулярами або брати Маґрітівські. І це не дивно, бо я давно вже його шанувальник».
Що ж до Орбісона — він забув свої окуляри із діоптріями у літаку і, щоб не псувати свій імідж (без окулярів його важко було впізнати), замінив їх на темні.

### Тишейди

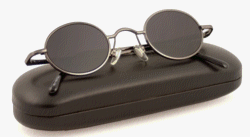
Тишейди

Тишейди, відомі також як «велосипед» або «сова» (а за термінологією фірми Ray Ban — Round Metal 3447), увійшли в моду завдяки Могандасу Карамчанду Ґанді (прозорі) і Джону Леннону (темні, але також із діоптріями).
Це маленькі круглі скляні лінзи у тонкій металічній оправі. Найчастіше їх носили у 1960-і просто для краси або як ознаку належності до субкультури хіпі.
У наш час тишейди бувають різнокольорові або із дзеркальним покриттям, більших розмірів, а також, як і інші окуляри, із пластмасовими лінзами.
Найвідоміші носії — Антон Дельвіг, Олександр Грибоєдов, Микола Чернишевський, Микола Римський-Корсаков, Надія Крупська, Антон Макаренко, Борис Пильняк, Михайло Ісаковський, Дмитро Шостакович, Раїса Кудашева, Михайло Калінін, Володимир Вернадський, Самуїл Маршак, Ено Рауд, Микола Бажан, Дженіс Джоплін, Оззі Осборн, Ліам Галлахер, Ядвига Поплавська, Мартіна Навратілова, Борис Бурда, Григорій Лепс, Стів Джобс і багато інших.
Також відомо, що, імітуючи Джона Леннона, всі інші Бітли (включаючи Йоко Оно і Джуліана Леннона, старшого сина Джона) також носили затемнені тишейди.
Варвара у фільмі «Сільська вчителька», Нікітіна / Шатрова у фільмі «Весна», Селестен Флоридор у фільмі «Небесні ластівки», Анна у фільмі «Троє в човні, не враховуючи собаки», Паганель у фільмах за мотивами «Дітей капітана Гранта» (він же Робертсон у фільмі «Мері Попінс, до побачення!»), Шерлок Холмс у однойменному серіалі, Антон Семенович у фільмі «Педагогічна поема», Теодоро у фільмі «Собака на сіні», П'єр Безухов у серіалі «Війна і мир», Гріпвід у фільмі «Як я виграв війну», Фон Корен у фільмі «Погана добра людина», Рохеліо (але не Рикардо!) в серіалі «Дика Роза», Катя Пушкарьова в серіалі «Не народися вродливою», Маріо Верою в фільмі «Безіменна зірка», Клим Самгін у однойменному серіалі й Полина-Пелагія Лисиціна у серіалі «Пелагія та білий бульдог» (список можна продовжити) носять прозорі тишейди. Навіть у Гаррі Поттера вони є.
Сам термін «тишейди» вважається застарілим — тепер звичайно кажуть «бабусині окуляри».

### «Хамелеони»

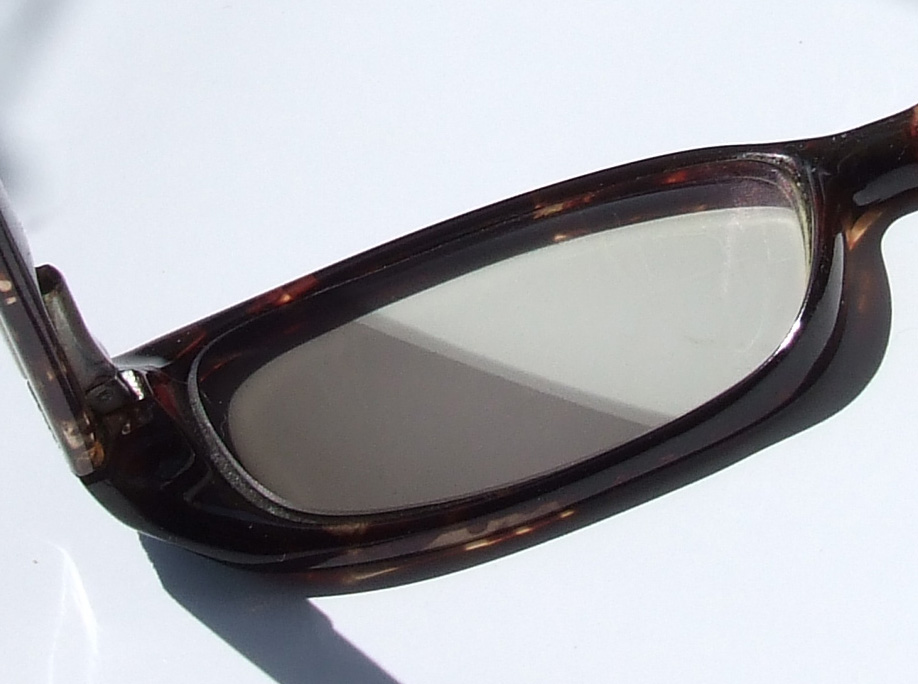
Фотохромна лінза на світлі, частково прикрита папером. Між світлою й темною частинами видно другий рівень кольору, бо фотохромні молекули розташовані на обох поверхнях лінзи

Фотохромні лінзи, інакше звані «хамелеонами», темніють від ультрафіолету. У приміщенні, где ультрафіолету нема, вони поступово світліють. Фотохромні лінзи роблять зі скла, полікарбонату й інших пластмас.
Штучне освітлення на ці лінзи не впливає, якщо в ньому нема коротких ультрафіолетових хвиль, які випромінює сонце. Від видимого світла лінзи темніють набагато менше, отже, для водіння вони незручні — віконне скло автомобіля ультрафіолет не пропускає.
Фотохромні лінзи звичайно темніють і світліють менше, ніж за хвилину, але повний перехід із одного стану в інший відбувається від 5 до 15 хвилин.
Фотохромізм залежить від температури. Чим температура вища, тим лінзи світліші. Отже, у спекотну погоду на пляжі вони гірше захищають від сонця, зате для альпіністів і полярників це просто диво! Відповідно, й у приміщенні холодні лінзи швидше світліють.
Переваги: фотохромні лінзи темніють від ультрафіолету, отже, додаткові темні окуляри просто не потрібні.
Недоліки: вони темніють і світліють мінімум 2 хвилини та незручні для водіння, бо віконне скло затримує ультрафіолет. Отже, для водіїв винайдено спеціальні «драйви» — «хамелеони» з поляроїдом. Але, з іншої сторони, у холодну погоду вони темніють навіть при слабкому освітленні.
Не виключено, що в Каштанова у фільмі «Тихі вири» саме хамелеони, а не декілька пар однакових окулярів (чи то окуляри зі змінними лінзами).

## Правила поведінки із сонцезахисними окулярами

### Коли темні окуляри потрібні
Літо — небезпечний сезон для очей, оскільки сонячна радіація містить у собі більше ультрафіолету, ніж у будь-який інший сезон. Із цієї явної й очевидної причини влітку слід користуватися сонцезахисними окулярами частіше, ніж протягом усього року. У спекотні літні місяці сонце світить у повну силу, і треба захищати від опіків не тільки шкіру, але й очі. Отже, влітку носіння сонцезахисних окулярів — важлива річ.

### Коли темні окуляри не потрібні
Сонцезахисні окуляри важливі у певний час і в певному місці. Але інколи вони не потрібні, а крім того, ще й даремні. Тут наведено ті небагато випадків, коли темні окуляри найкраще зняти.
У приміщенні сонцезахисні окуляри не обов'язкові — винятком є підвищена світлочутливість, тобто неможливість тримати очі відкритими більше 10 секунд. Той, хто носить темні окуляри у приміщенні, може вдаритись о стінку або спіткнутись о стілець. Окрім того, людина в темних окулярах у приміщенні виглядає дивно — її зовнішній вигляд може відволікти, й уже буде не так цікаво, про що вона говорить.
Уночі без сонцезахисних окулярів також цілком можна обійтись. Адже вони покращують зір, захищаючи очі від шкідливої сонячної радіації — а ось захищати очі від вуличних ліхтарів не завжди потрібно. Наприклад, при нічному водінні темні окуляри тільки заважають дивитися, бо вночі і без того темно.
В інших випадках сонцезахисні окуляри потрібні, але дотримуватися правил також не завадить. Наприклад, якщо зібрання або нарада проводиться на вулиці, темні окуляри цілком пасуватимуть для цього випадку, але якщо вони недостатньо прозорі або взагалі дзеркальні, не буде видно очей. Така людина залишиться сидіти на самоті, а всі інші просто підуть. Окуляри світлого відтінку, які, захищаючи очі, дозволяють бачити риси обличчя, зроблять людину доступнішою й менш відокремленою.
Є й такі випадки, коли річ не у суспільних правилах. Наприклад, зварювання або затемнення випромінюють таке яскраве світло, що ніякі окуляри не допоможуть. Для цього потрібна спеціальна захисна оптика або діркова камера-обскура.